# Puma (cég)
A Puma SE (saját írásmóddal: PUMA) egy német sportszergyártó cég, mely cipőket, textíliákat, szabadidős ruházatokat és kiegészítőket állít elő. A cég székhelye a bajorországi Herzogenaurachban található. A Puma vezette csoporthoz tartoznak a Cobra Golf és stichd márkák. A Puma 2020-ban 5,2 milliárd eurós forgalmával és 78,9 millió eurós nyereségével valamint 14374 alkalmazottjával a Nike, az Adidas és a VF Corporation után a világ negyedik legnagyobb sportszergyártójának számított. A vállalat a Borussia Dortmund labdarúgócsapatának 5%-át birtokolja és mezbeszállítója 2012 óta.
Az elődjének számító Gebrüder Dassler cipőgyárat 1924-ben alapította egy testvérpár, Adolf Dassler és bátyja, Rudolf Dassler. A folytonos vitáik miatt a második világháború után a vállalkozás felosztása mellett döntöttek. Rudolf a vállalkozását 1948-ban előbb a neveinek kezdő szótagjaiból képezett Ruda névvel jegyeztette be, amit hamarosan Pumára változtatott. Adolf a sajátjának az Adidas nevet adta. A Puma első logója egy nagy „D”-betű közepén átugró puma volt, négyzet alapon, a cipőket és öltözékeket díszítő logó és „formacsík” (Formstreifen/Formstrip) 1958 óta van használatban.
A cég főként a labdarúgócipőinek köszönhetően vált ismertté, hozzá fűződik az első professzionális szinten is használható csavaros stoplival ellátott cipők kifejlesztése az 1950-es évek elején. „Formacsíkkal” ellátott cipőkben játszotta mérkőzéseit a 20. század két legnagyobbnak tartott labdarúgója, Maradona és Pelé. A minden idők legnagyobb atlétájának tartott Usain Bolt is Puma cipőkben érte el sikereit.

## Története

### A jogelőd Dassler Testvérek Cipőgyár

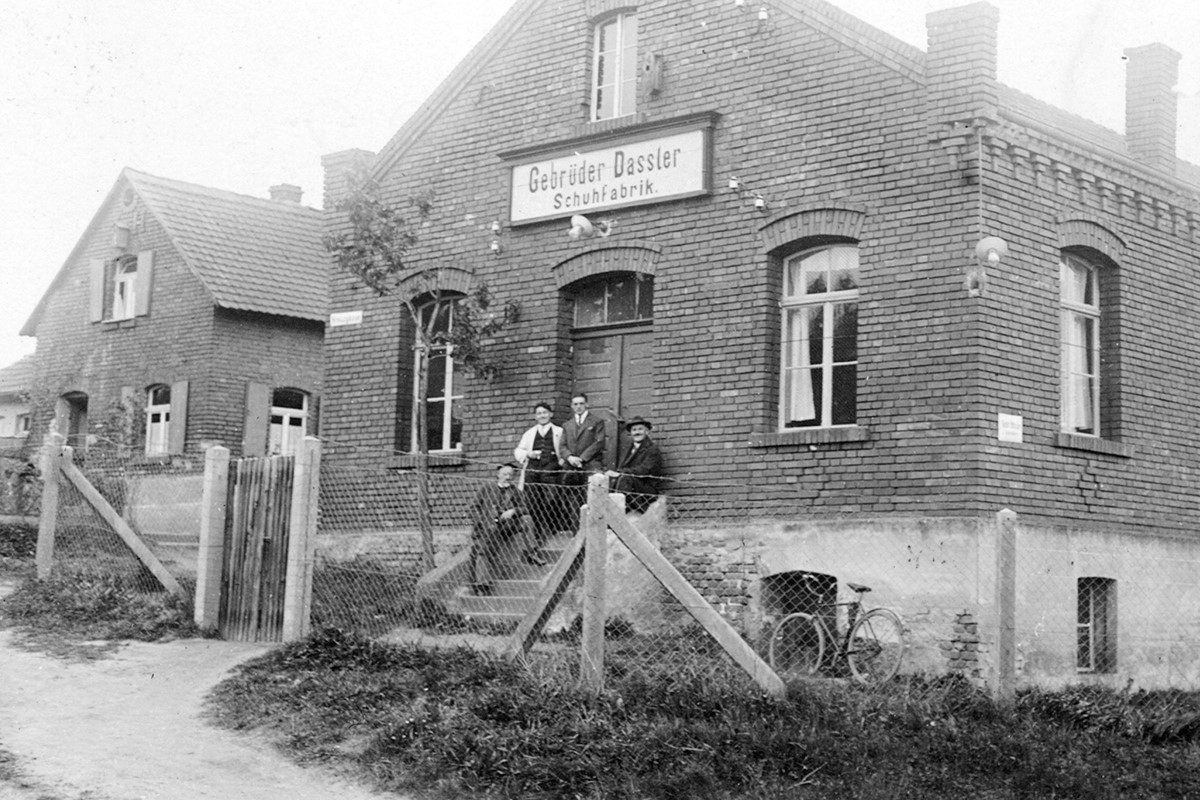
A Dassler Testvérek Cipőgyár 1928-ban

A Puma – és az Adidas – jogelődjének a herzogenaurachi Dassler Testvérek Cipőgyár tekinthető. A Puma-alapító Rudolf Dassler öccse, a cipészmesterséget kitanuló Adolf Dassler kezdett el sportcipőket készíteni 1923-ban szülőfalujukban, a Nürnberg melletti Herzogenaurachban, és a következő évben társult be hozzá Rudolf. A fiatal testvérpár 1924-ben jegyeztette be a közös vállalkozást Gebrüder Dassler Schuhfabrik (Dassler Testvérek Cipőgyár; röviden: Ge-Da) a helyi cégjegyzékbe, telephelyként pedig anyjuk mosókonyháját adták meg. 1926-ban áthelyezték a telephelyüket egy közeli épületbe és 26 alkalmazottal napi 100 pár cipőt készítettek. A testvérek között már ekkoriban is adódtak időnként nézeteltérések. A főként az üzleti ügyekkel foglalkozó Rudolf volt az extrovertáltabb kettőjük közül, míg a cipészmesterséget elsajátító Adolf inkább volt introvertált és neki volt a nagyobb kézügyessége is.
1925-től speciális cipők gyártásába kezdtek külön a labdarúgók, és külön a futók számára. Az elsők között voltak, akik stoplikkal látták el a focicsukákat. 1928-ban Amszterdamban viseltek először sportolók Dassler cipőket az olimpián. Dassler cipőkben versenyezve szerzett aranyérmet az egyik első nemzetközi hírnévre szert tett sportolónő, Lina Radke a 800 méteres futásban. 1931-ben jelentek meg az első teniszcipőik. Az 1936-os olimpián Jesse Owens három pár, külön az ő számára elkészített cipőt kapott ajándékba az őt felkereső Adolf Dasslertől. Úgy tartják, hogy ezeket viselve szerezte a négy aranyérmét.
Adolf és Rudolf Dassler 1933. május 1-én beléptek az NSDAP-be és később a Nemzetiszocialista Motoros Hadtestbe is.:28 Adolf 1935-től a háború végéig edzősködött a Hitlerjugendben, amivel pártfunkcionáriusnak számított.:41 A második világháborúban a Dassler testvéreké volt a legtovább működő sportcipőgyár Németországban és főleg a Wehrmachtot látta el sportcipőkkel és speciális lábbelikkel.:57 1943 decemberében fel kellett hagynia a cégnek a sportcipők gyártásával, helyettük a cég mindkét gyáregységében a Schricker & Co. Raketenpanzerbüchse 54 – másnéven Panzerschreck („páncélrém”) – típusú páncélelhárító fegyvereit szerelték össze (rögzítették a kivető csőhöz az irányzékot és a védőpajzsot ponthegesztéssel). 1942 és 1945 között legalább kilenc kényszermunkást alkalmaztak a cégnél.:64

### Rudolf Dassler irányítása alatt

#### A Puma alapítása
A második világháború után 1946-ban a sportcipőgyártás ismét felfutott, a vállalat egy újabb gyáregységgel bővült, de Adolf és Rudolf Dassler élesen összekülönböztek és a cég kettéosztása mellett döntöttek. A cég felosztásánál a dolgozók maguk dönthették el, hogy melyik testvérnél folytatják, és Rudolf mellett egyharmaduk döntött, a két gyáregység közül övé lett az újonnan beszerzett a Würzburger Strassén.
Rudolf előbb a Ruda (Rudolf Dassler) nevet adta a cégének, de röviddel később Pumára változtatta. A névváltoztatást azzal magyarázta, hogy fiatalkorában a beceneve „Puma” volt és a két névalak közötti hasonlóság, valamint a jobb hangzás és az amerikai nagymacska dinamikusságával való asszociáció miatt döntött a névváltoztatás mellett. A céget 1949. január 14-én jegyeztette be Puma Schuhfabrik Rudolf Dassler névvel a cégjegyzékbe. A vállalat logójának egy a Dassler családnévre utaló „D” betűt és annak közepén átugró pumát tett meg.
Ekkortájt jegyeztette be öccse is a saját cégét Adidas névvel. Az Adidas és a Puma hamar a világ két legnagyobb sportszergyártójává vált és az egymástól csupán párszáz méternyi távolságra telephellyel bíró cég között ezután folyamatos lett a rivalizálás, ami évtizedekre meghatározta a sportipar fejlődését. A rivalizálás az Adidas és a Puma között Herzogenaurachban nem csak a két üzem dolgozói között, hanem a városka lakói között is megosztottságot eredményezett, ami majd csak a 2000-es évek elejétől hagyott alább. A két fivér és cégeik harcáról egy tv-film is készült, amit 2016-ban mutattak be (Duell der Brüder – Die Geschichte von Adidas und Puma).

#### A csavarozható stoplik kifejlesztése
A Puma 1948-ban Atom névvel hozta ki az első labdarúgócipőjét. Nyugat-Németország válogatottja ugyanebben az évben vívta az első labdarúgómérkőzését és ekkor a csapat számos játékosa Puma cipőkben játszott, köztük az első gólt szerző Herbert Burdenski is. Rudolf Dassler 1949-től kezdett el foglalkozni a csavarozható stoplikkal rendelkező focicipők kifejlesztésével. A számos szakértő, köztük Sepp Herberger közreműködésével életre hívott Super Atom modell 1952-ben került a piacra, majd ennek továbbfejlesztése, a Brasil 1953-ban jelent meg. A csavarozható stoplival ellátott cipőket mégis a nagy rivális Adidas tette ismertté az 1954-es berni világbajnoki döntő révén, ahol a nyugatnémet válogatottnak a magyar Aranycsapat elleni meglepő sikerét a felázott talajon a változtatható stoplihosszúságú cipők által biztosított „technikai fölénnyel” is magyarázták.

#### A logó kialakulása

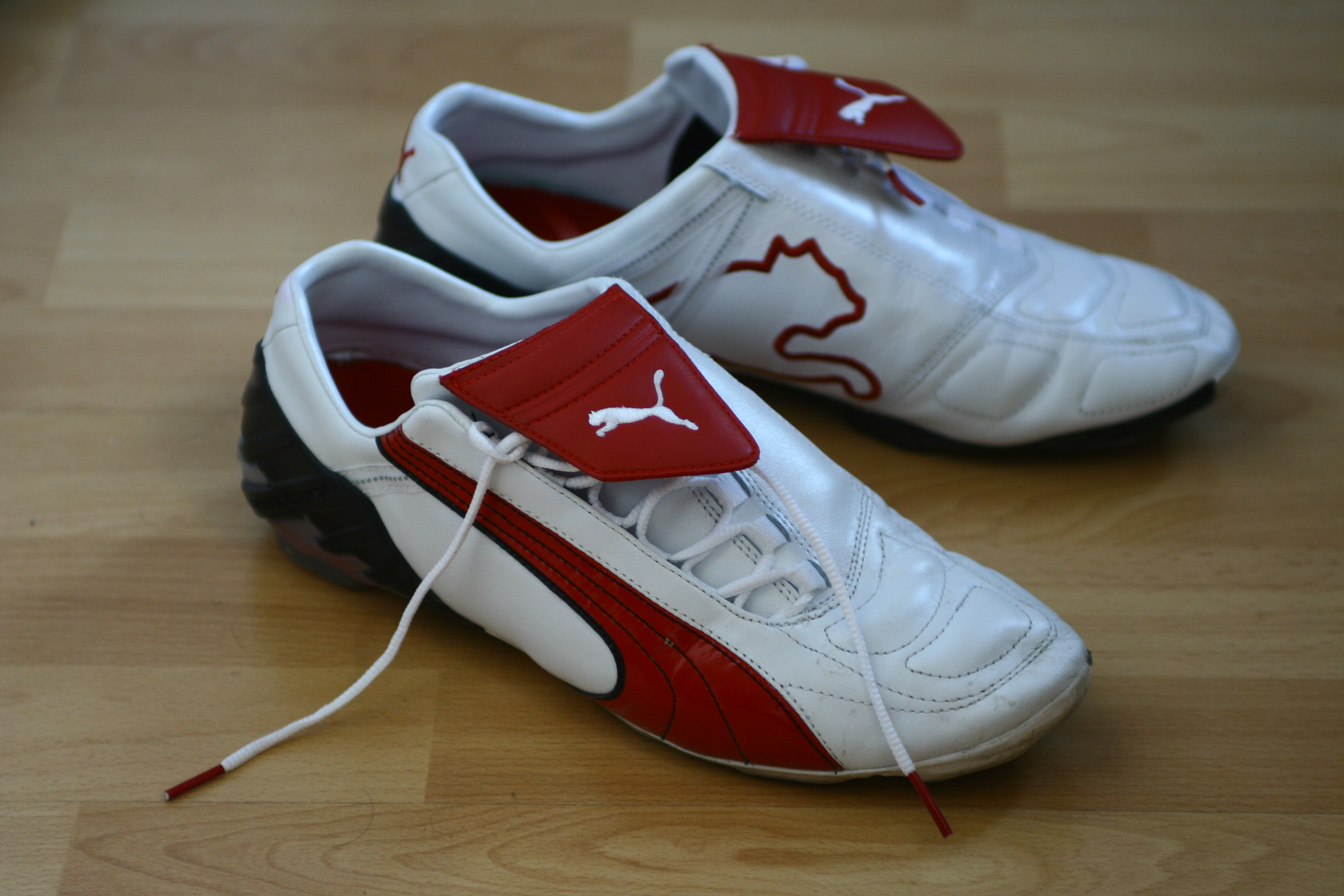
Puma szabadidőcipők, belső oldalukon és a cipőnyelven nagymacskával, a külsőn formacsíkkal

Rudolf 1957-ben szabadalmaztatta a Puma logó írásos-képi kombinációját (Wort-Bild-Marke). Az 1958-as labdarúgó-világbajnokságon az összes Puma modell oldalán megjelent a formacsík, a Formstreifen (formstrip), ami eredetileg egy a láb stabilitását szolgáló elem volt a cipőn. A céget 1959-ben betéti társasággá alakították, a neve ekkor hivatalosan Puma-Sportschuhfabriken Rudolf Dassler KG lett. Rudolf Dassler felesége és két fia (Armin és Gerd) társtulajdonosok lettek benne. Az Adidashoz hasonlóan a Puma is az ezt követő években a marketinget szolgálandó arra törekedett, hogy lehetőleg sok a nemzetközi tornákon részt vevő sportolót leszerződtessen.
A vállalat logójában (kisebb módosításokkal) ma is szereplő ugró pumát 1967-ben tervezte meg Gerd Dassler egykori iskolatársa és jóbarátja, Lutz Backes nürnbergi grafikus-karikaturista és került használatba 1968. január 10-től. A művész a nürnbergi állatkertbe tett látogatásai során úgy találta, hogy a fekete párduc a pumánál jobb modell lenne a logóhoz, ezért ezt az állatot vette alapul a terveihez, majd a fejét és mancsait egy pumáéval helyettesítette. Rudolf Dassler először kifogásolta az állat hosszú farkát, mert ehhez nagyobb reklámfelületeket kellett béreljen, de végül a bemutatott vázlat elfogadásra került. A No. 1 Logo megalkotásáért  Backesnek fizetségül minden eladott termék után 1%-ot ajánlottak fel, de ő úgy döntött, egy összegben kér inkább 600 Márkát. A cég emellé adott neki még egy pár cipőt és egy táskát is a munkájáért cserébe. Úgy tartják, hogy amennyiben a Puma ajánlatát fogadta volna el, úgy hamar milliomossá válhatott volna, bár ekkor még konkrétan csak 5000 táskát terveztek díszíteni vele, és csak később került rá a ruházati termékekre és a cipőkre. A logón az évek során csak kis mértékben változtattak, az 1978-tól használt változaton eltűntek a nagymacska karmai, a szája és a szemei nincsenek kiemelve, míg a fülei kicsit nagyobbak lettek.
Ugyancsak 1968-ban dobta a piacra a cég a velúrbőrből készített Suede kosarascipőjét, amit mind a mai napig gyártanak. A 60-as évek végétől a sportcipők mellett hozzálátott a sportruházatok gyártásának. Az első melegítő a T7 modell volt, melynél két kontrasztos színben a pulóver és a nadrág szárán fentről lefelé egy 7 cm vastag, folyamatosan ék alakban szűkülő csík húzódott végig. Ezzel a cipők oldalán lévő formacsíkot igyekeztek szimbolizálni a ruhadarabokon. 1979-ben a cégjelzésben az ugró pumát a PUMA felirat fölé helyezték.

### A cég Armin Dassler vezetése alatt

#### Puma Austria

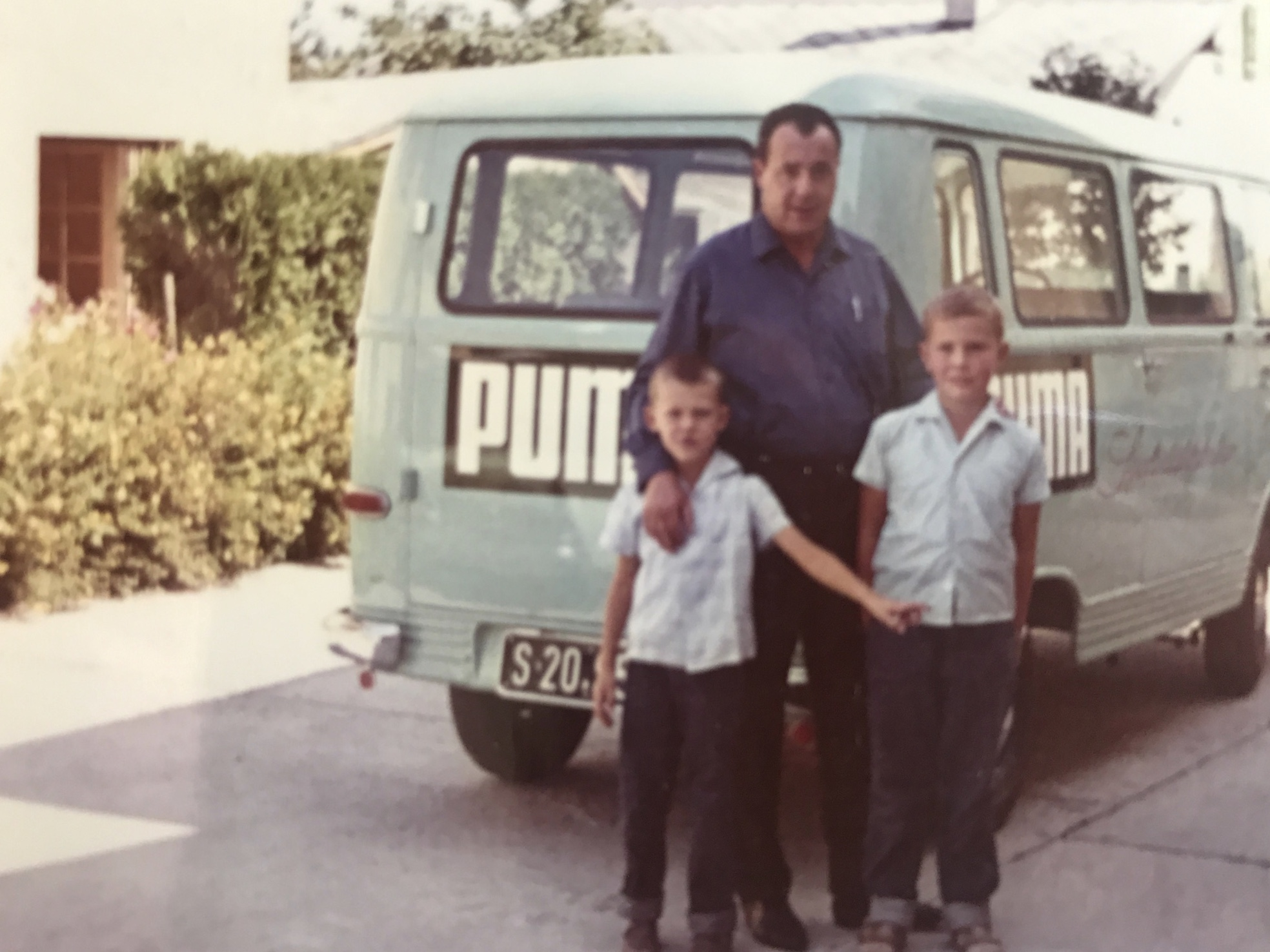
Armin Dassler a két fiával Salzburgban (1964)

Rudolf Dassler 1974-ben bekövetkezett halála után a fiai, Armin és Gerd vették át a cég vezetését. Armin rendelkezett a cég 70%-ával, Gerd a 30%-ával. Köztük hasonló belháború zajlott, mint amilyen apjuk és nagybátyjuk között is volt. Az 1960-as évek végén Gerd hasonlóan az Adidashoz Elzászban alapított céget Puma France névvel, ahol Sufflenheimban egy egész cipőgyárat vett át az összes dolgozójával együtt. Gerdnek nagyra törő tervei voltak, de hat év alatt jelentős adósságot halmozott fel, ezért a cégen belül háttérbe szorult. Apjuk halála után a mindkét fivér igényt tartott a vállalat irányítására, a kérdést végül bírósági úton rendezték, ahol Arminnak adtak igazat.
Armin még 1952-ben került be a vállalat vezetésébe és eleinte az Egyesült Államok piacával foglalkozott. 1961-ben összekülönbözött apjával, aminek a vége az lett, hogy Armin megkapta a cégből neki járó pénzösszeget, amiből 1962-ben Salzburgban sportcipők gyártásába kezdett szintén Puma névvel. Az Ausztrián kívüli eladások után licenszdíjat kellett fizetnie a Puma KG-nek. 1963-ban módosítottak a szerződésen és a Puma Austria ezután CONDOR-DASSLER névvel adta el a cipőit az Egyesült Királyságba és az Egyesült Államokba. Armin vállalkozása olyannyira sikeres lett, hogy Rudolf a 60-as évek végén visszacsábította őt Németországba.

#### A „Pelé-paktum”
Az alapító apák fiai közötti ellenségeskedés 1970-ben eszkalálódott. Armin az Adidas irányítását átvevő Horst Dasslerrel az ezt megelőző években megegyezést kötött egyes sportolók és egyesületek szponzorációjának leosztásáról. A brazil Pelé esetében az 1970-es labdarúgó-világbajnokság előtt szóbeli megállapodást kötöttek arról, hogy nem fognak egymásra licitálni a leszerződtetéséért, mert az túl nagy költségekkel járna számukra. Azonban Pelé a Puma képviselőjének, Hans Henningsen megkeresésére eleget tett annak a kérésnek, hogy fokozottan felhívja a figyelmet a Pumára, miután 120 000 $ összeget fizettek neki azért, hogy a Puma cipőit viselje. A szerződtetés ténye nyilvánvalóvá vált Horst számára akkor, mikor a Brazília-Peru meccs kezdetén a kezdőkörben Pelé közvetlenül a sípszó előtt engedélyt kért a bírótól, hogy megköthesse a cipőfűzőit, így a tévénézők milliói előtt demonstrálhatta, hogy „formacsíkos” cipőket visel. Ez a lépés felháborította Horstot, aki ezután kizárta minden további megegyezés lehetőségét. Ettől számítják az „utódok háborúját” a Dassler családon belül.

#### Válság a 80-as évek végétől

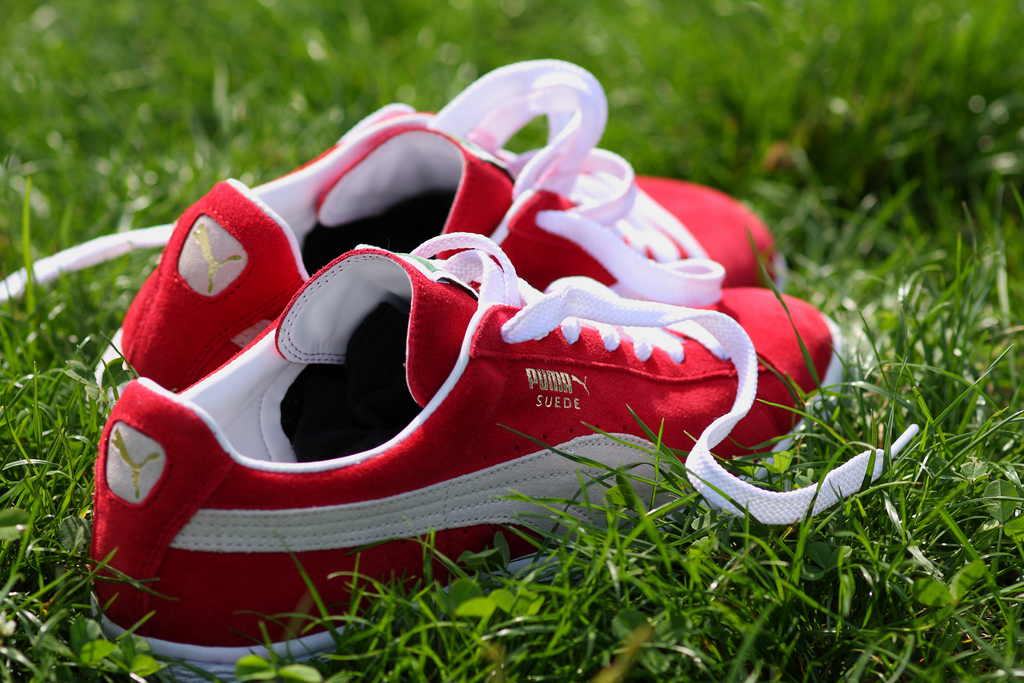
Egy pár Suede a fűben

A cég egyik nagy sikere volt, mikor 1985-ben Boris Becker első németként nyert a wimbledoni tenisztornán Puma cipőkben és a Puma ütővel játszva. Ebben az évben hozta ki a cég a világ első „okos cipőjét”, a PUMA Running Systemet (röviden RS-t), melyben a sarokrészén elhelyezett (feltűnő méretű) számítógépegység volt képes tárolni a futás adatait, amit később ki lehetett értékelni és a teljesítmény fokozásához felhasználni.
1986-ban a Puma betéti társaságból részvénytársasági formára váltott. Armin ekkortájt úgy próbált meg gazdaságilag közelebb kerülni az Adidashoz, hogy egyszerűbb modelleket is gyártatott, melyeket diszkontáruházakban is elérhetővé kívánt tenni a vásárlók számára. Ez a döntés sokat rontott a márka imidzsén és gazdasági nehézségeket is okozott a cégnek. Arminnak 1987-ben a Deutsche Bank nyomására le kellett mondania az ügyvezető igazgatói posztjáról. A konszern élére ekkor egy külsős menedzsert, Hans Woitschätzkét nevezték ki. Gerd és a rákos beteg Armin 1989-ben eladták a 72%-os részesedésüket a cégből a svájci Cosa Liebermann SA kereskedő csoportnak. 1990-től a svéd Aritmos B. V. lett a többségi tulajdonos.
Mikor a Puma a 90-es évek elejére válságba került, a vezetőség a márka újragondolása mellett döntött. A cég 1986 óta veszteséges volt és a célközönség számára egyre kevésbé vonzó, olcsó márkának számított. Az egykor az Adidas mögött az eladási számok tekintetében másodiknak számító Pumát a 90-es évek elejére a Nike és a Reebok is megelőzte. A túl magas előállítási költségek, a túlméretezett kínálati paletta, a felhalmozott adósságok és az egységes marketingtevékenység hiánya okozták a fő gondokat. 1987-ben 73 millió márkás veszteséget termelt a cég. Az amerikai eladások erősen visszaestek. 1990-ben jelent meg a Puma cipőiben a Trinomic csillapítási technológia, 1991-ben a cipőfűző nélküli Disc zárórendszer, de ezen innovatív megoldások ellenére is 1991-ben bezuhant a német piac.

### Kilábalás Jochen Zeitz vezetése alatt

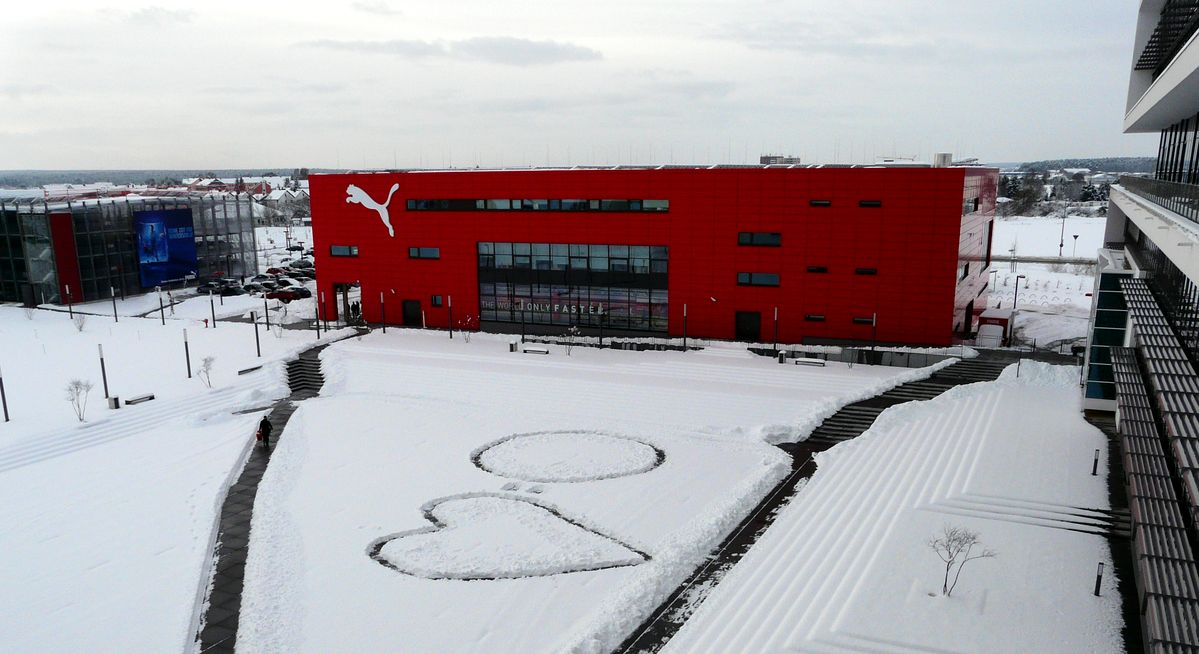
A PUMAVision épület a herzogenaurachi központban

A cég átszervezésére az akkor 30 éves Jochen Zeitz vezetésével került sor, akit 1993-ban a fő részvényes Aritmos hívott a vállalat élére. A restrukturálás előbb a vállalati szervezet átalakítását, a veszteséges gyártóegységek bezárását és a kínálat szűkítését irányozta elő, utóbbit főként az olcsóbb termékek körében. A herzogenaurachi termelőegységet felszámolták, a német alkalmazottak számát 719-ről 367-re csökkentették és Zeitz a világkonszern középső menedzsmentjében is számos munkahelyet megszüntetett. Az 1986-os tőzsdén való bejegyzést követően 1994-ben tudott először elérni a vállalat pozitív eredményeket, és ezt az évet zárta a fennállásának idejétől számított legnagyobb nyereséggel.
Zeitz ezt követően a márka imázsán változtatott és a sportruházat mellé konzekvensen divat- és életstílus-ruházati cikkeket is felvett a kínálatába, azt ugyanis sokáig figyelmen kívül hagyták, hogy a legtöbb vásárló divatos szabadidőcipőként veszi a sportcipőket. Ehhez 1996-tól kezdődően nemzetközileg ismert dizájnerekkel kezdtek együttműködésbe, és költséges marketingkampányokat folytattak olyan híres sportolókkal, mint Serena Williams. A termelőegységek számát közben tovább csökkentették. A mali Lamine Badian Kouyaté divattervezőt bízták meg azzal, hogy a Xuly Bët divatmárkájával a korábbi kollekciók Puma-öltözékeit Haute Couture ruhadarabokká szabja át és a párizsi kifutókon bemutatva reklámozza őket. A Jil Sander divatmárkával 1996-tól együttműködve a Puma a magas árkategóriájú sportcipők előállításába kezdett, amiket 1998-tól lehetett kapni a boltokban.
1999-ben a Puma lett az NFL hivatalos mezbeszállítója. 2000-ben a vállalat Yasuhiro Mihara japán divattervezővel kezdett hosszútávú kooperációba magasabb árkategóriájú sportcipők és ruházat készítésében, amiket 2001-től a 2010-es évek derekáig értékesítettek. Christy Turlington brit modellel közösen hozták létre a Nuala és a mahanuala jóga-kollekciókat. Marc Jacobs divattervező egy Nuala-kézitáskát tervezett meg számukra. A skandináv Tretorn Csoportot 2001-ben vette át a Puma, ugyanebben az évben érkezett a piacra az 1998 óta fejlesztett Speedcat modell. 

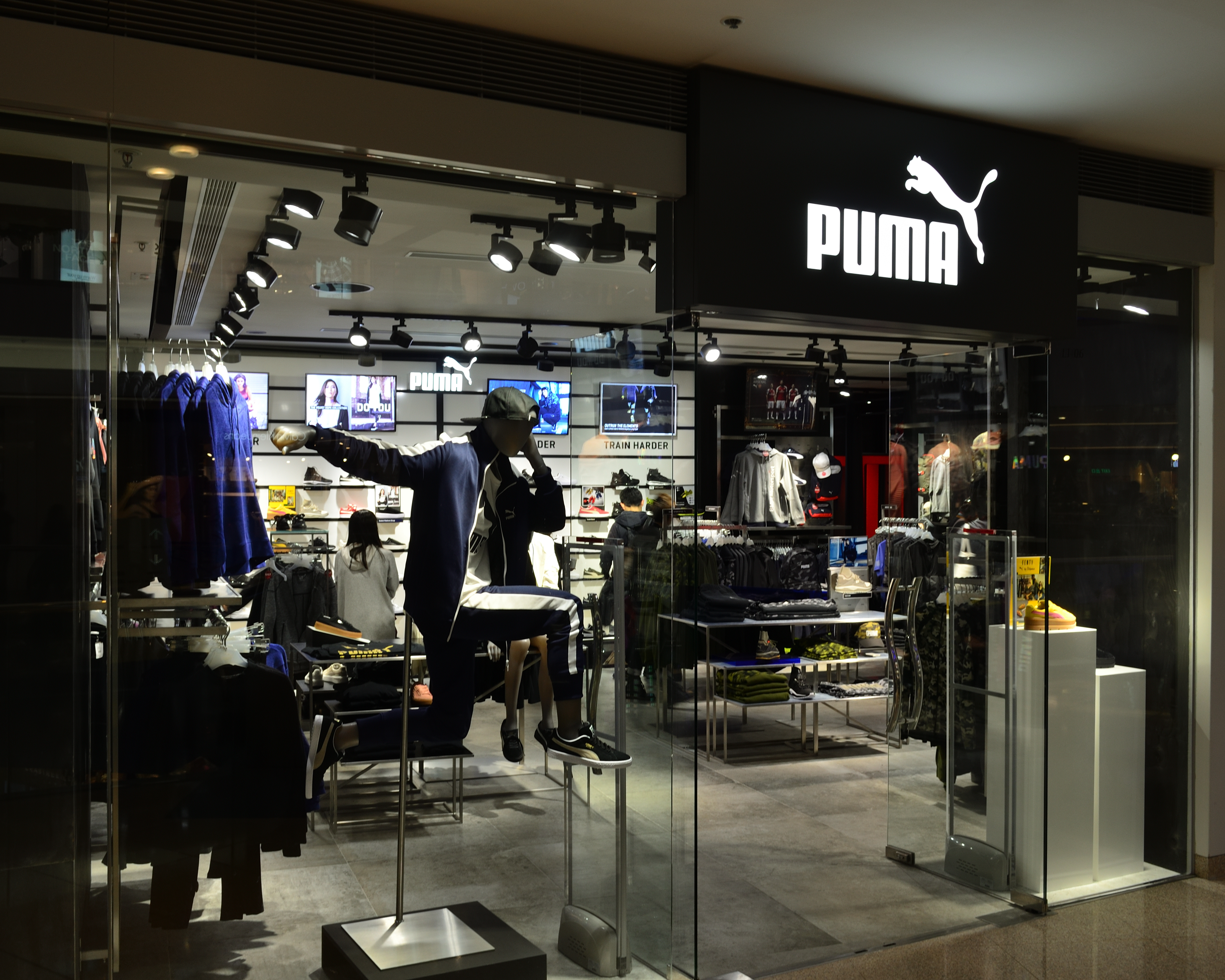
Puma fióküzlet Hongkongban

Miután a termelési innovációba erőteljes befektetéseket eszközöltek, 2002-ben márkaboltokat nyitottak meg szerte a világon. A Puma Mostro életstílus-sportcipőjét (lifestyle sneaker) viselte (előzetes szerződéskötés nélkül) a Madonna művésznevű amerikai énekesnő a 2002-es turnéja során, ami nagy lökést adott a Puma eladásainak. A rövidéletű Puma Platinum kollekciónak a pólósport, a vitorlázás és a golf által inspirált magas árfekvésű cipői ekkoriban szerepeltek a kínálatban. Hasonlóképp 2002-ben Neil Barrett brit dizájnerrel bocsátották ki a Puma 96 Hours nagyértékű kollekciót folyamatosan úton lévő üzletembereket megcélozva vele. Ez a kollekció a 2000-es évek közepéig volt elérhető és ekkor kezdődött az együttműködés Alexander van Slobbe holland cipőtervezővel. Zeitz 2003-ban a Puma kreatív igazgatójává nevezte ki Barrettet. Az 1996 óta a Puma 40%-át birtokló Monarchy/Regency 2003-ban eladta a részvényeit egy sok taggal rendelkező nemzetközi, intézményes befektetői körnek. Ebben a pénzügyi évben 1,274 mrd € árbevétele volt a cégnek.
2004-ben Philippe Starck dizájnerrel együttműködve dobott a cég piacra egy cipőkollekciót. Ekkortájt szervezték ki a gyártás 80%-át Ázsiába masszív befektetésekkel. 2005-ben vette kezdetét az együttműködés Alexander McQueennel nagyértékű sportcipők elkészítésében, melyek 2006-tól jelentek meg a piacon. A kooperáció a 2010-es évek elejéig tartott és 2014-től pár idény erejéig folytatódott az McQ révén. A dizájnerekkel való számos kooperációt, valamint a Rudolf Dassler Schuhfabrik vintage-kollekciót a 2000-es évek közepétől Puma Black Station névvel fogták össze, amihez exkluzív Puma Black Stores üzleteket nyitottak. Zeitz javára írják, hogy a Puma megmenekült a csődtől és nagy sikerrel hajtotta végre a gazdasági hátraarcot.

### A PPR (Kering) többségi tulajdonosként (2007-2017)

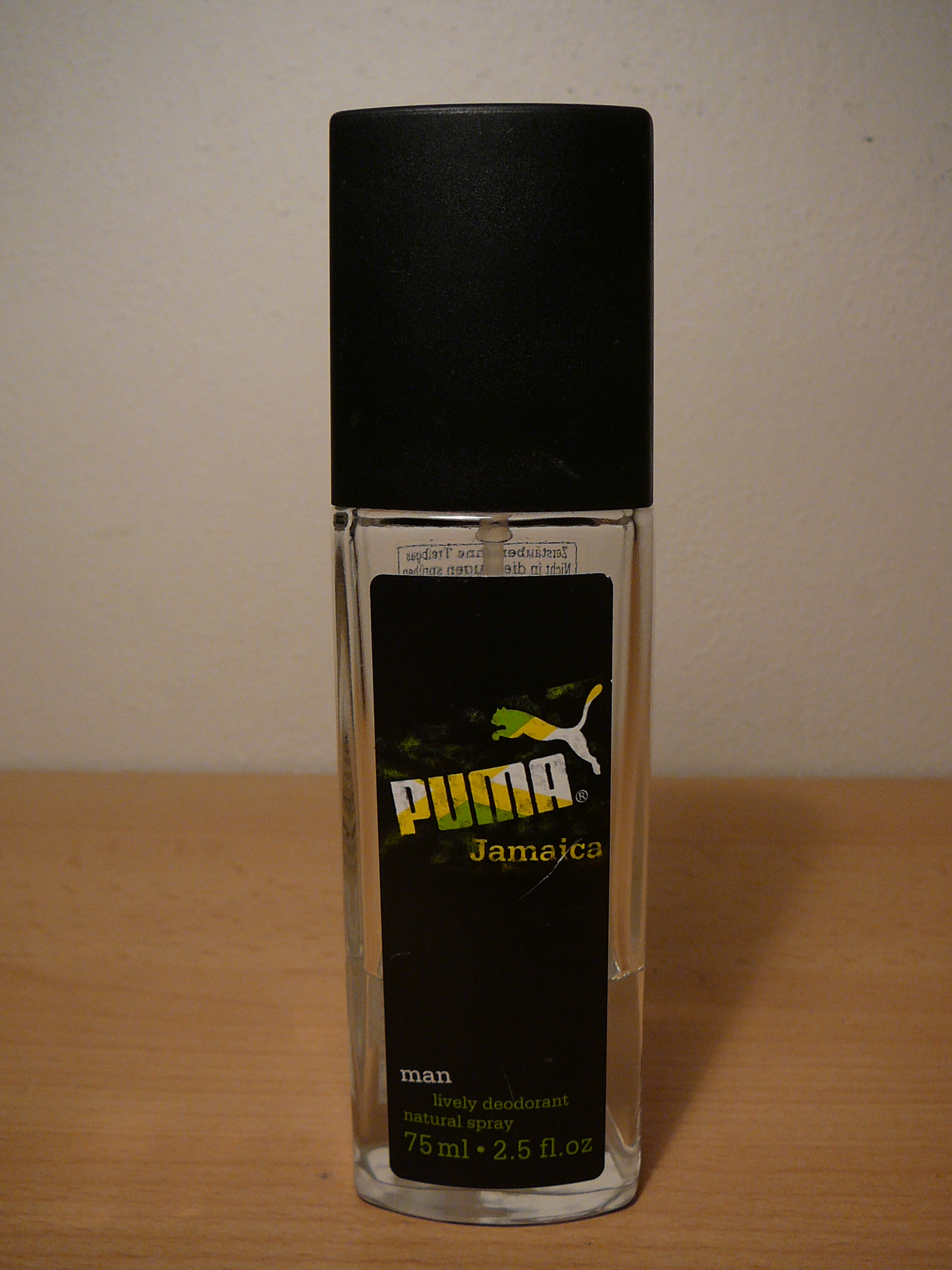
Puma-férfikozmetika

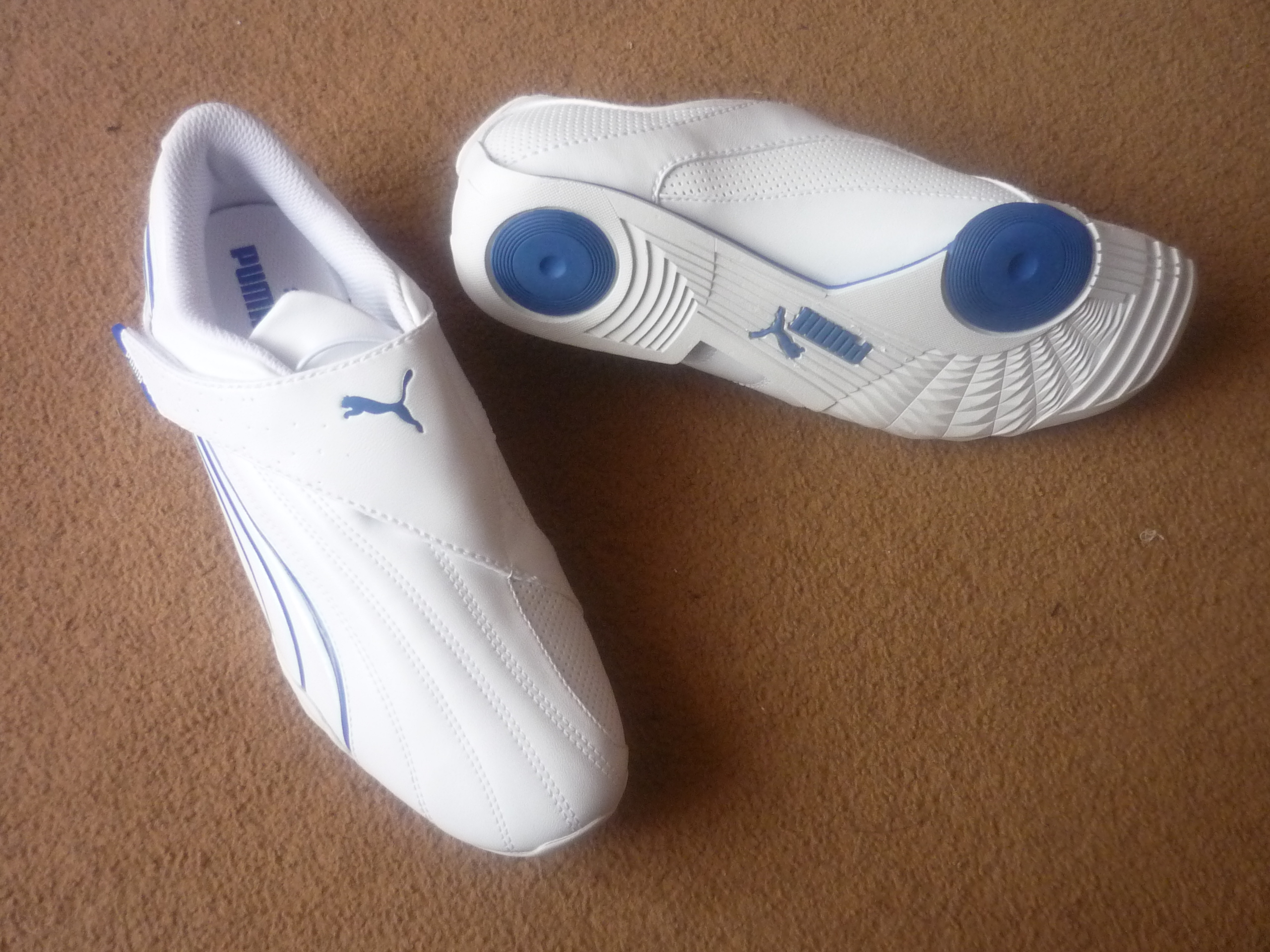
Tépőzáras bőrcipő

A Mayfair társtulajdonosi társaságon keresztül Günther Herz és a lánytestvére 2005-ben 500 millió euróért megszerezték a Puma részvények 25,27%-át. 2006-ban a Puma felkerült a Dow Jones Sustainability Indexre. Emellett a gyártási láncolat környezeti és szociális normáinak javításához is felvázoltak egy koncepciót. 2006-ban mutatott be a cég egy kiegészítő-kollekciót a holland Marcel Wanders dizájnerrel közösen.
2007 februárjában a cég azt jelentette, hogy a nyeresége 26%-kal csökkent 2006 utolsó három hónapjában, 32,8 millió €-ra. A csökkenés a terjeszkedés miatti költségeknek volt betudható, az eladások a harmadukkal növekedtek 480,6 millió €-ra. Április elején a Puma részvények értéke darabonként 29,25 €-val 315,24 €-ra nőtt, ami 10,2%-os növekedést jelentett.
A François-Henri Pinault vezette francia PPR-konszern (Pinault-Printemps-Redoute, 2013-tól névváltoztatással Kering) 2007. április 9-én vette meg a Puma-részvények 27,1%-át 1,4 milliárd euróért a Tchibo-örökös Herztől, amivel szabaddá vált számára az út a teljes felvásárláshoz. A Pumát ennek során 5,3 milliárd € összértékűre becsülték. A PPR bejelentése szerint békés átvételt tervezett, aminek során részvényenként 330 €-t tervezett fizetni, miután a kisebb részesedéseket megszerezte. A Puma vezetősége üdvözölte a lépést, deklarálva, hogy ez tiszta eljárás, ami a cég érdekét szolgálja. A PPR a 2007. június 20-ai szabályos átvételi határidőig csak 33,2%-ig tudta felvinni a részesedését. A határidő két héttel való meghosszabbításával július 17-re már elérte a konszern a 62,1%-ot.
Még 2007-ben meghosszabbították Zeitz kontraktusát öt évvel, vezérigazgató-helyettessé 2008-ban Melody Harris-Jensbachot nevezték ki. Ugyanebben az évben Hussein Chalayan dizájner lett a kreatív igazgató, aki 2012-ig maradt ezen a poszton. A Puma, illetve a PPR többségi tulajdont szerzett az ő hasonló nevű divatmárkájában, amit Chalayan később visszavásárolt a Pumától. Chalayan kinevezésével a 90-es évektől tartó dizájnerekkel való számos együttműködést mérsékelni kezdték.
2009 elején a Puma felvásárolta a svéd Brandon Company AB kereskedelmi vállalatot, amellyel a Pumának a vitorlázósport szponzorálásába való belépésétől (a Volvo Ocean Race 2008-2009-es idényétől) kezdve együttműködött. Ebben az évben írt alá a Puma a (majd 2011-től csődeljárás alá kerülő) francia Sagem Wireless mobiltársasággal együttműködési szerződést egy Puma-mobiltelefon piacra dobásáról, amit 2010-ben hoztak ki. 2009-ben szerzett többségi tulajdont a holland Dobotex ruházati és zoknigyártó cégben, mellyel 1997 óta állt licensz-szerződéses kapcsolatban. Ezt a céget 2012-ben teljes egészében felvásárolta, 2019-től stichd névre átkeresztelve a Puma Csoport része és több más világmárkának is bedolgozik. 2010-ben a Puma megszerezte a Cobra Golfot, ugyanebben az évben cserélte le első ízben a Puma a logójában a nagymacskát, még ha csak átmenetileg is. Az ezévi világbajnokság alkalmából az afrikai kontinens körvonala szerepelt a puma helyett a felirat felett-mellett a logóban.

### Franz Koch ügyvezető igazgatósága
2011 márciusában Franz Koch váltotta Jochen Zeitz-ot az ügyvezető igazgatói pozícióban. Koch terve az volt, hogy a Pumát a gyökereihez visszatérve tisztán sportszergyártó céggé alakítja. A 2012 novemberéig a cég igazgatótanácsát vezető, majd azt követően a Pumát elhagyó Zeitz maga egyengette Koch útját, akit utódjának szánt. 2011-ben Franz Koch és Jochen Zeitz között pár hónap alatt jelentős nézetkülönbség alakult ki a konszern követendő stratégiáját illetően. Zeitz erősen kiépítette az életmód-részleget, de Koch ezt majdhogynem teljesen fel akarta volna számolni. Koch a 2012-es, jelentős nyereségkieséssel járó alapvető szanálási intézkedéseivel nem tudott érvényesülni, így a Kering-tulajdonosok 2012 decemberében hozott döntése alapján 2013 tavaszán át kellett adnia az igazgatói pozícióját. A vállalat vezetését 2013. júliusától Bjørn Gulden vette át, aki 2022 novemberéig maradt ebben a pozícióban (őt ekkor Arne Freundt váltja).
2011 júliusára a vállalat részvénytársaságból (Aktiengesellschaft) európai részvénytársasággá (Societas Europaea) alakult át, és a hivatalos neve Puma AG Rudolf Dassler Sport helyett Puma SE lett.

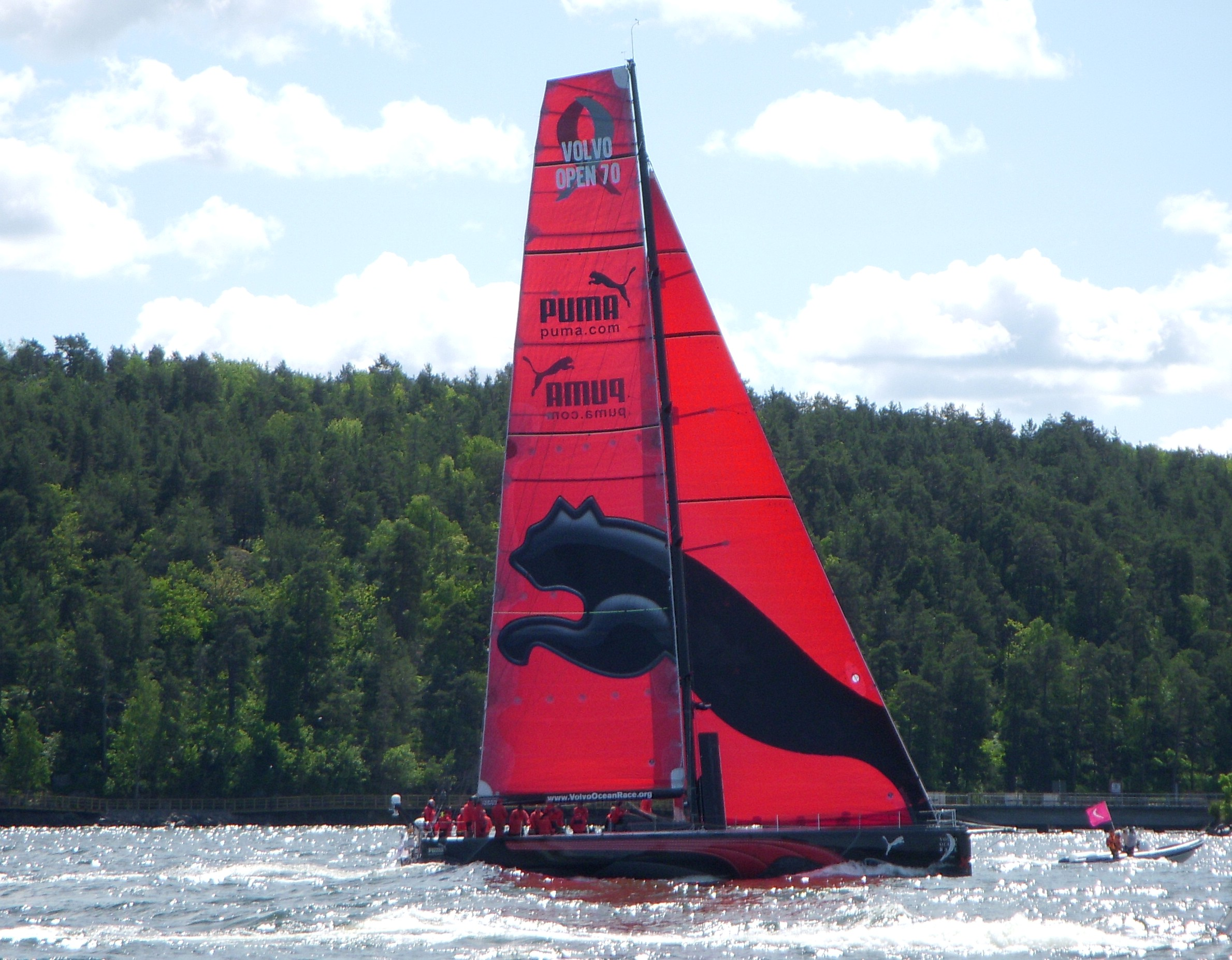
Puma Ocean Racing powered by Berg Propulsion

2011 őszén a Puma bejelentette, hogy az Oracle vitorláscsapatát a 34. America’s Cup versenyre maga fogja felszerelni. A Volvo Ocean Race 2011–2012 alkalmával a Puma Ocean Racing powered by Berg Propulsion csapatot szponzorálta. A cég 2013 végéig szponzorálta vitorlásversenyek csapatait.
A Puma Factory révén 2013-ban a cég ismét személyre szabott termékeket kínált (mass customization). A 2005-ben piacra dobott PUMA Mongolian Shoe BBQ három modelljét a vásárlók saját maguk által választott színkombinációban rendelhették meg.
2013 végéig tartó további részvényvásárlások révén a Kering végül a Puma 86%-ára tette rá a kezét, a fennmaradó 14% szórt tulajdonban maradt. A Puma a skandináv Tretorn Groupot, amit még 2001-ben vásárolt meg, 2015-ben eladta az Authentic Brands Groupnak.

### A Kering részvénycsökkentése
2017 tavaszán François-Henri Pinault kilépett a Puma felügyelőbizottságából. A Kering 2018 elején adta hírül, hogy a 86%-os tulajdonrészét 2018 közepéig nagyobbrészt nem pénzbeli eszközként szétosztani szándékozik a saját részvényesei között és ezzel 16%-ra csökkentené a tulajdonrészét. Az újrafelosztás révén a Kering család az Artémis Group társtulajdonosi társaságán keresztül a Puma mintegy 29%-át birtokolta, míg maga a Kering-konszernnél a 16%-a maradt. Azóta a Puma 55%-a szórt tulajdonban van. 2021 májusában a Kering a maradék Puma részvényeinek nagy részétől megvált és már csak 4% van a kezében.

### A cég újjászervezése Bjørn Gulden vezetésével

Rihanna a Fenty x Puma divathéten

2012. október 23-án az igazgatótanács egyhangúlag Jean-François Palus-t, a Puma – akkor még – többségi részvényesének, a PPR-nek a menedzsmentjének igazgatóját választotta meg az igazgatótanács elnökének. Az ügyvezető igazgatói tisztséget pedig 2013. július 1-től a Zürichben született, norvég állampolgárságú, egykor professzionális labdarúgó Bjørn Gulden töltötte be.
Miután a vállalat értékesítése 2012 óta stagnált és csökkent a nyereségessége, Gulden 2013 őszén a márka új pozicionálását jelentette be. Ennek jegyében „Forever Faster” mottóval a Pumát „a világ leggyorsabb sportmárkájává” kellett tenni és ehhez nagyobb nyomatékkal a kiemelt sportokra – labdarúgás, futás/edzés, golf és motorsport – kellett koncentrálni. A termékkínálatnak továbbra is a sport ihlette életmód-termékeket kellett tartalmaznia. Az újjászervezés és irányváltás keretében a konszern leállította a vitorlázáshoz és a rugby-hez kapcsolódó sportfelszerelések gyártását.
2013-ban Torsten Hochstetter lett a Puma kreatív igazgatója. 2015-ben kezdődött az együttműködés Rihanna barbadosi énekesnővel, ennek keretében 2016-ban „Fenty” névvel (az énekesnő családnevével) magas árkategóriájú, ruházatokból és cipőkből álló kollekció került a piacra.
2018 tavaszán a cég egy új, hatszintes irodaházzal bővült Herzogenaurachban. Ezt egy 85 méter hosszú, 36 méter magas pilonnal stabilizált, egy autóút felett átívelő gyalogoshíd köti össze a vállalati központtal, a 2008-ban átadott PUMAVision-nel. A vállalatnak kerek 70 éven át, 1948 óta központul szolgáló és többször kibővített Würzburger Strassén lévő épületegyüttest eladták. Az új épület a német, az osztrák és a svájci piac központjául szolgál. Az így létrejött új központ két épületrészében több mint 1100 alkalmazott kap helyet.
Húsz éves kihagyás után 2018-ban a Puma ismét kosárlabdacipők készítésébe kezdett és Jay-Z-t tette meg a Puma Basketball kreatív igazgatójává.

## A Puma ismert modelljei
1973-ban dobta piacra a Puma a Clyde-ot, amit Walt "Clyde" Frazier részére terveztek meg és nagy népszerűségre tett szert, különösen az old school hiphop és a skate punk szubkultúrákban.
A KING labdarúgócipőt 1968-ban hozták ki az 1966-os vb gólkirályának, a Puma Wembley NEU cipőben játszó portugál sztár Eusébio tiszteletére. Eusébio 1968-ban a KING-gel a lábán 42 gólt ért el és ezzel elnyerte az európai aranycipőt, ami az európai labdarúgó bajnokságok legeredményesebb játékosának járt. A modell 2008-ban lett 40 éves és az ünnepi évfordulóra hozták ki a KING XL-t (az XL itt a 40 római számmal való kiírását jelenti), amivel egyben a portugál sztár 40 évvel korábbi teljesítménye előtt is tisztelegtek. Az évek során folyamatosan optimalizált labdarúgócipő ismertetőjegye a kezdetektől kimondottan lapos profilja volt. Ennek és a különösen hajlékony felépítésének különösen jó labdakezelést tulajdonítottak. A legismertebb KING-cipőt használó sztárjátékosok között volt Eusébio mellett Pelé, Berti Vogts, Bonhof, Netzer, Cruijff, Kempes, Maradona, Völler és Matthäus.
A 2001-ben megjelent Speedcat egy Forma 1-es versenyzőknek szánt 1998-as tűzálló modellen alapult és a motorsportokban azóta használatos, de elegáns megjelenésének és alacsony profiljának köszönhetően klasszikus hétköznapi divatcikké is vált. A Forma 1 három legerősebb istállójánál is ezt viselik, a Scuderia Ferrarinál 2004 óta, a Mercedes AMG-nél 2012 óta és a Red Bullnál 2015 óta.
A Puma klasszikusai közé tartoznak (az 1968-as olimpia óta különösen) a Suede modelljei és a Smash teniszcipők, melyeket évtizedek óta gyártanak kisebb módosításokkal.

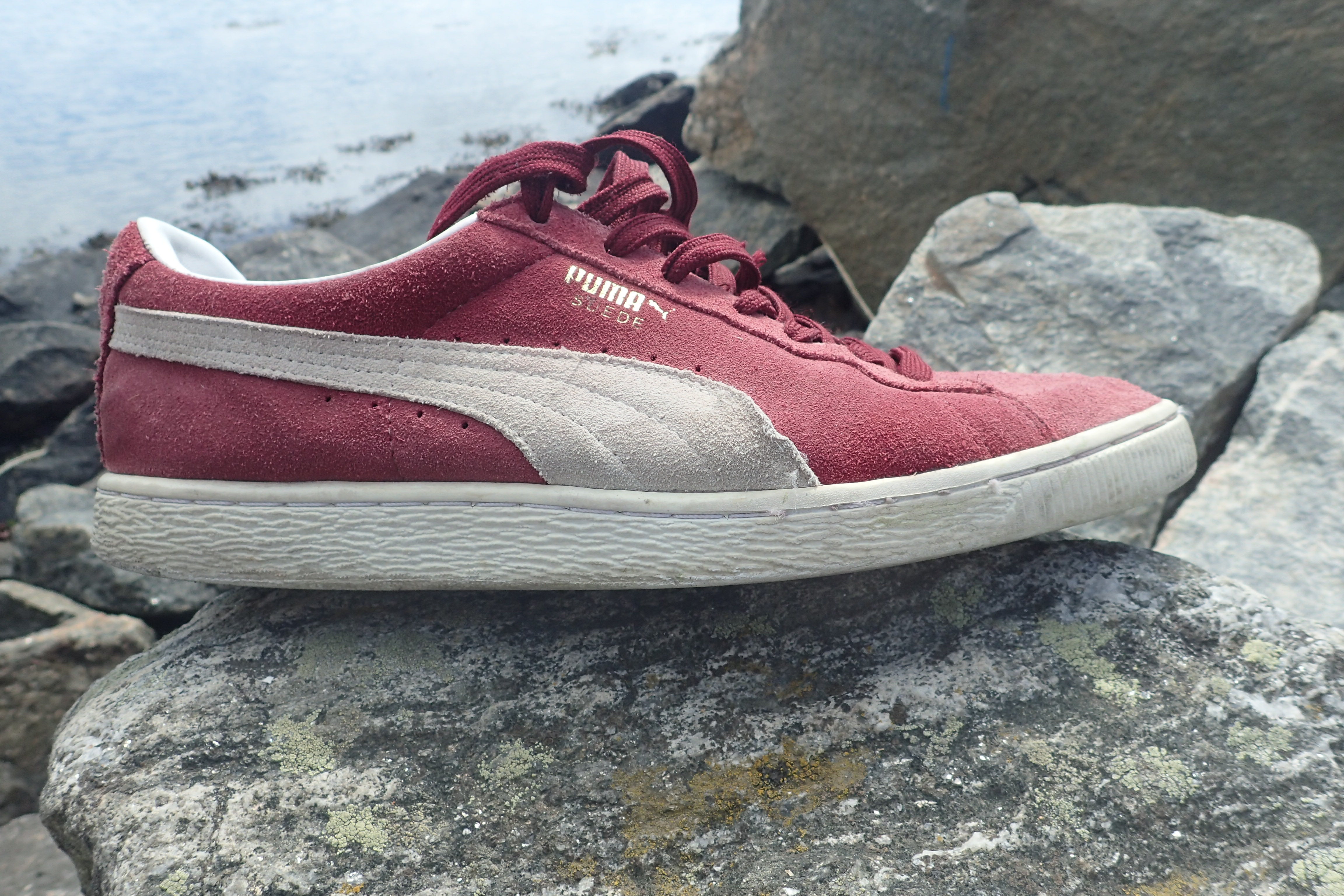
Suede
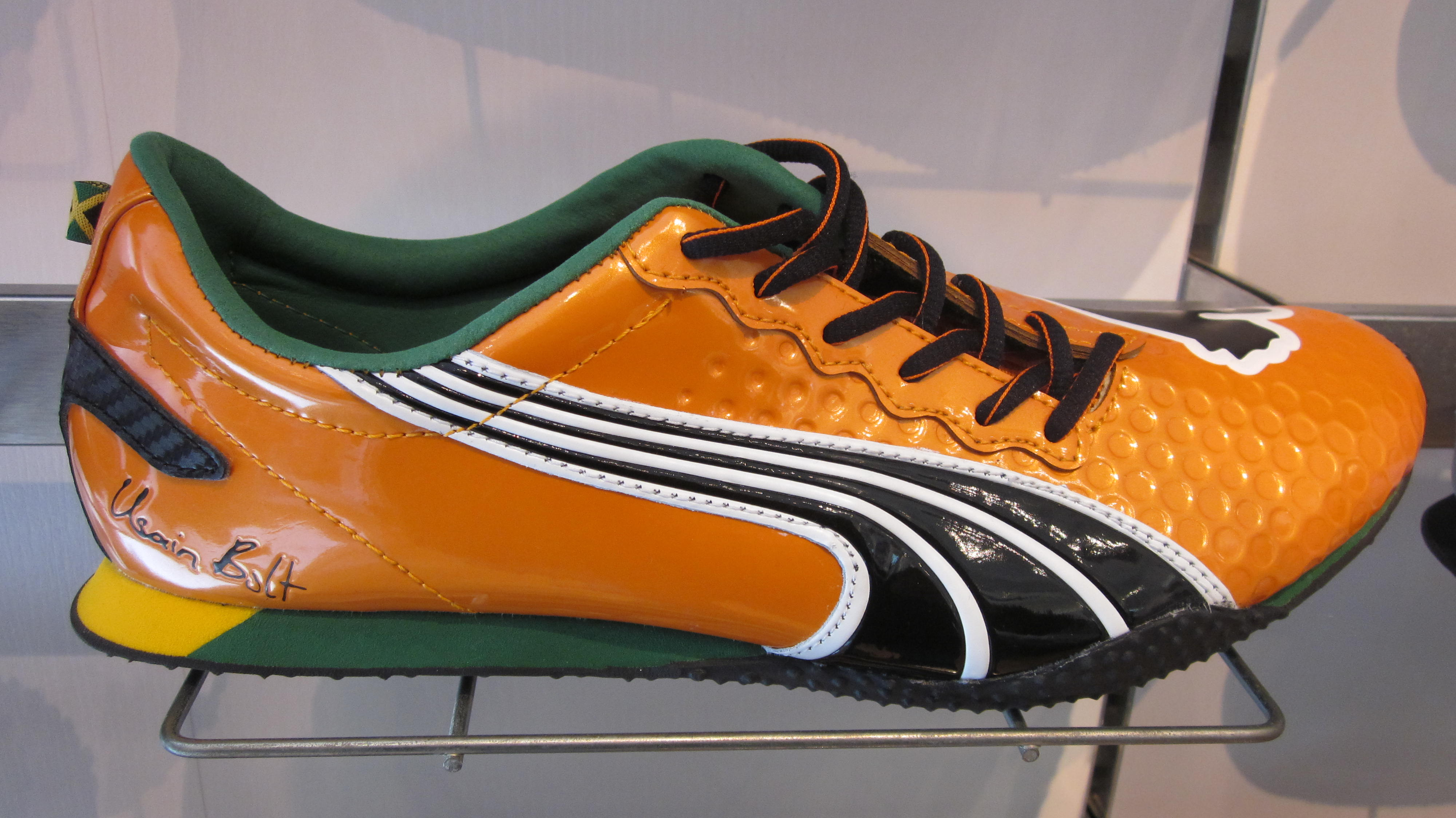
Street Yam Usain Bolt aláírásával
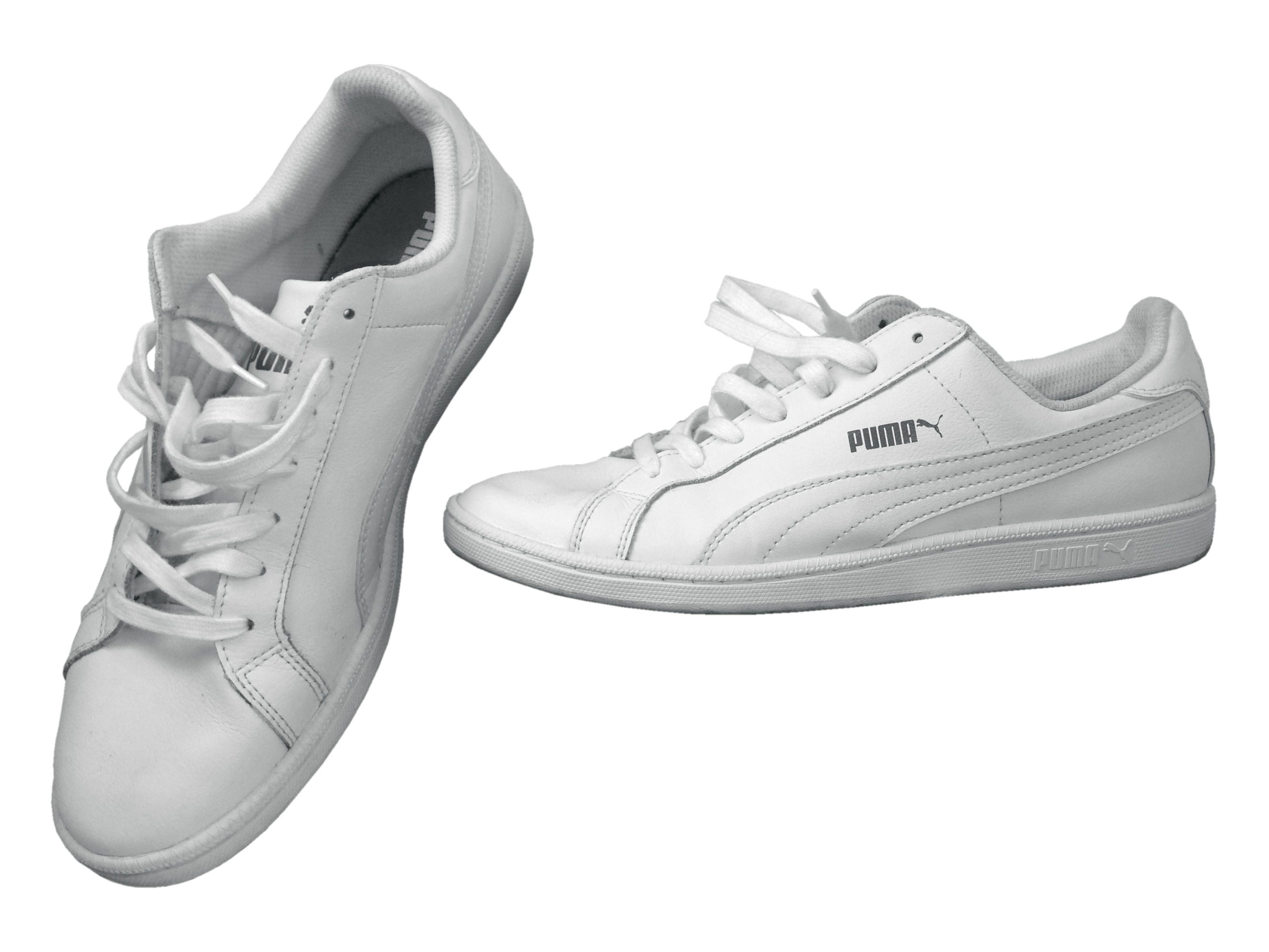
Smash klasszikus teniszcipő
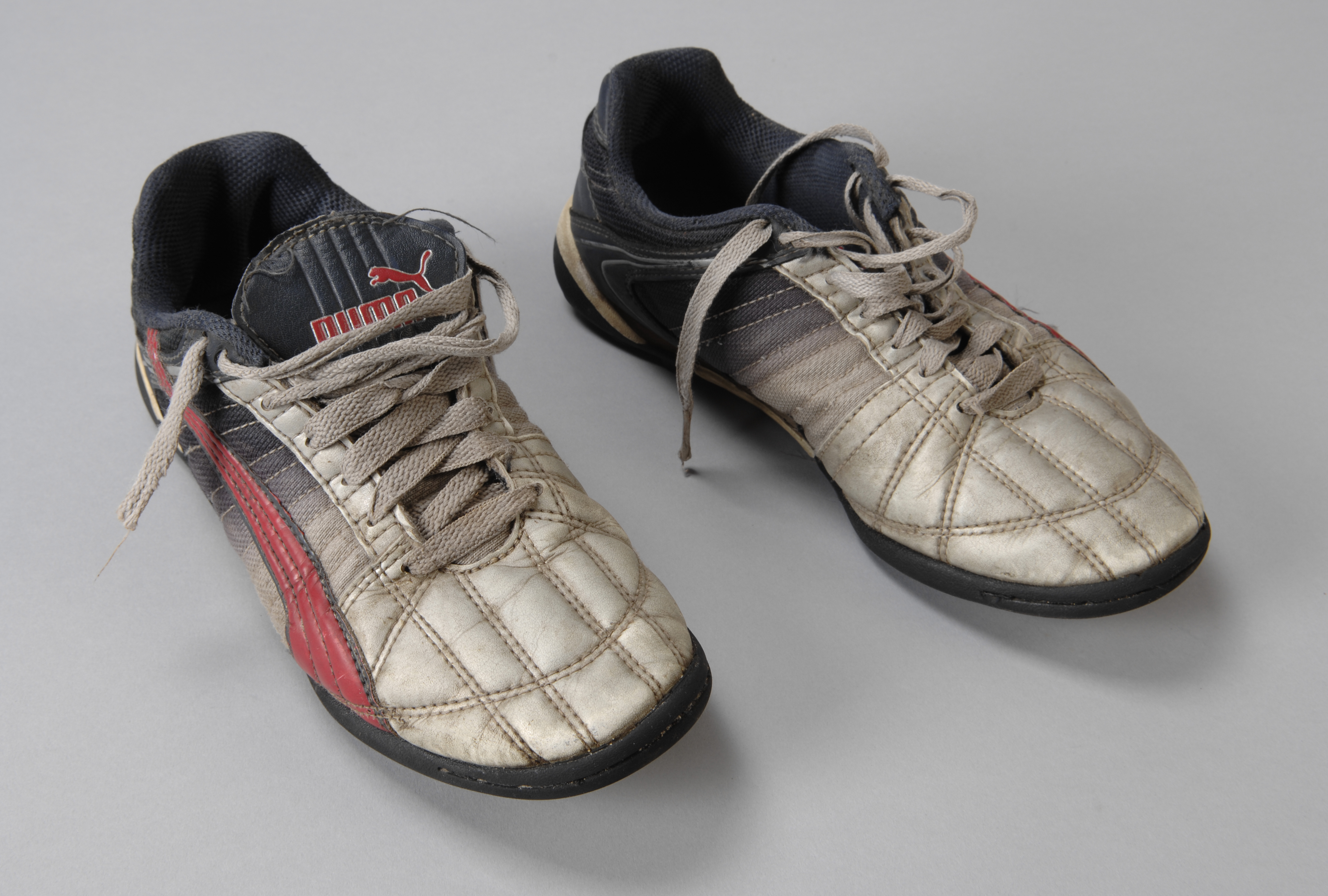
Puma sportcipő
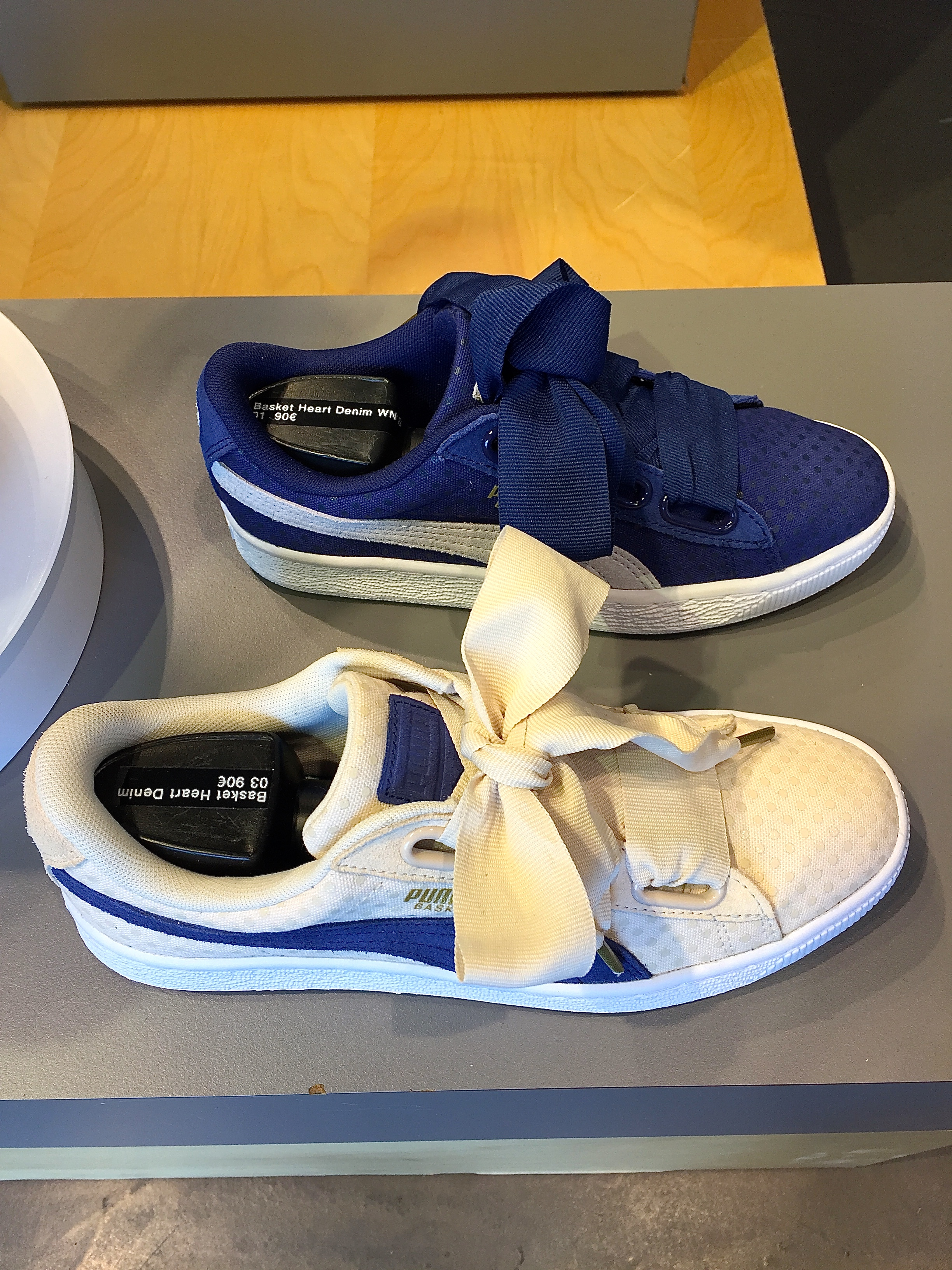
Basket Heart női masnis cipő
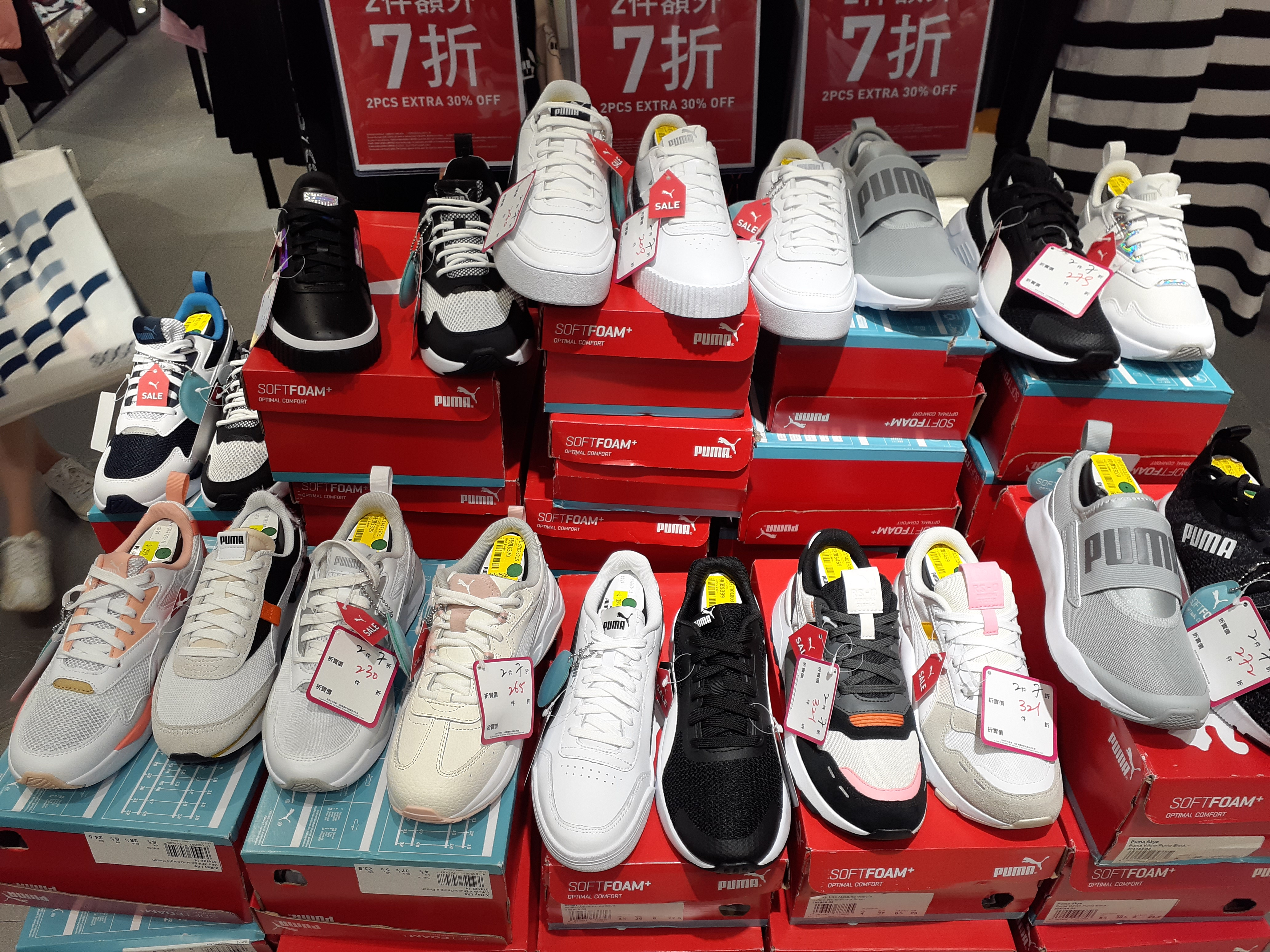
Puma lábbelik széles választéka egy hongkongi üzletben (2021)

## Szponzorációk

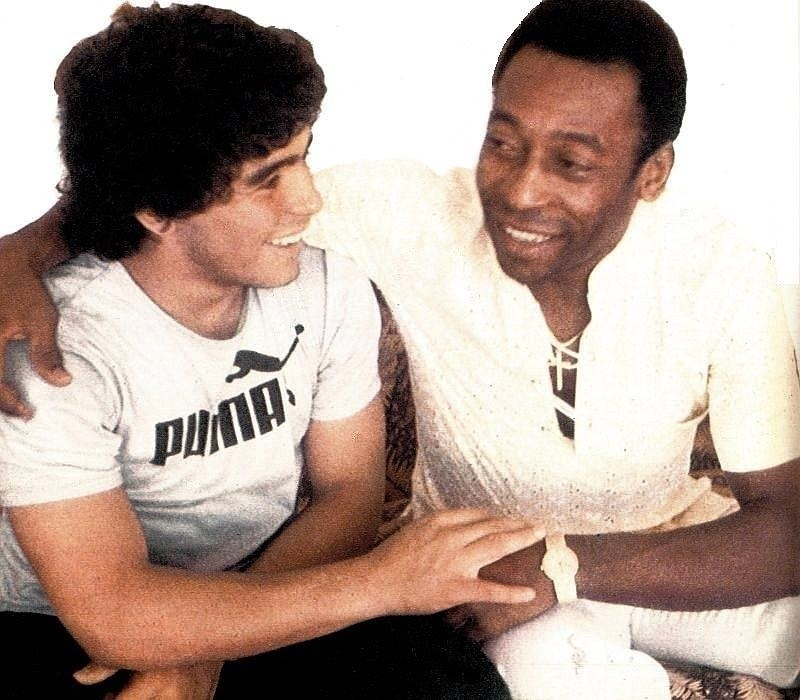
A Puma két legismertebb szponzoráltja

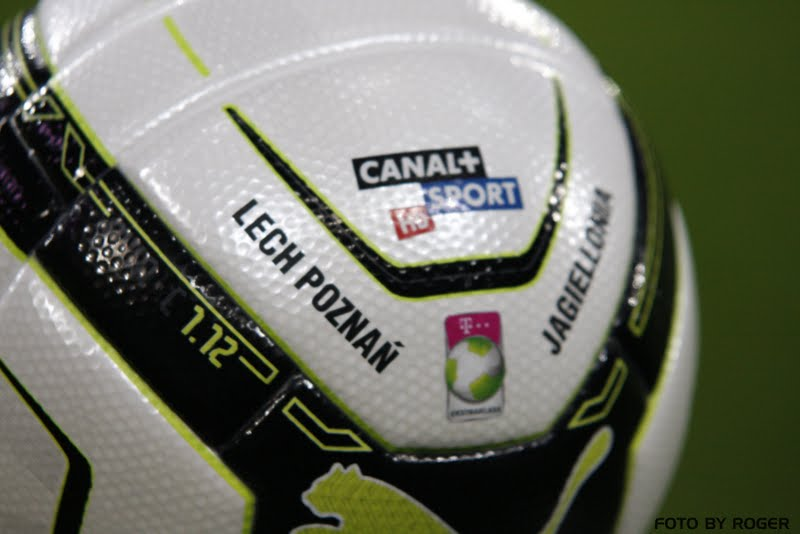
Puma meccslabda a lengyel bajnokságból

A Puma gyárt termékeket labdarúgáshoz, kosárlabdához, futáshoz, edzéshez, fitneszhez, golfhoz, kriketthez, motorsportokhoz és atlétikai sportokhoz. Ezekhez a sportágakhoz kapcsolódóan számos sportolót szponzorált, köztük volt Pelé, Eusébio, Enzo Francescoli, Johan Cruijff, Guillermo Vilas, Diego Maradona, Kenny Dalglish, Didier Deschamps, Lothar Matthäus (akinek a szülei és a testvére a Pumánál álltak alkalmazásában), Robert Pirès, Lee Evans, Bob Seagren, John Akii-Bua, Mary Peters, Randy Williams, Klaus Wolfermann, Clyde Frazier (az ő számára fejlesztették ki a Clyde modellt), Heinz Fütterer, Armin Hary, Gaston Roelants, Mary Rand, Abebe Bikila, Jim Hines, Evelyn Ashford, Boris Becker, Martina Navratilova, Tommie Smith, John Carlos, Joe Namath, Heike Drechsler, Dieter Baumann, Linford Christie, Merlene Ottey, Colin Jackson, Serena Williams, Heike Drechsler, és Michael Schumacher.

#### Labdarúgás
A Puma számára legfontosabb sportág a labdarúgás, az ötvenes évektől a labdarúgócipői révén lett elsősorban ismertté. Az ismertebb  labdarúgók közül Neymar, Kingsley Coman, Gianluigi Buffon, Sergio Agüero, Antoine Griezmann, Marco Reus, Raphaël Varane, Luis Suárez, David Silva, Vincent Kompany, Radamel Falcao, Cesc Fàbregas, Christian Pulisic, Yann Sommer, Jonas Hofmann játszanak többek között Puma cipőkben.
A Puma 5%-át tulajdonolja a német Bundesligában szereplő Borussia Dortmund labdarúgó-csapatnak és 2012 óta mezbeszállítója a klubnak. A 2014-ben az Arsenal Football Clubbal kötött 5 éves megállapodás volt mindkét fél számára a legnagyobb mezbeszállítói üzlet. Az együttműködés 2019-ben hosszabbítás nélkül ért véget. A 2022-23-as szezonban mezbeszállítója az AC Milan, Manchester City FC, Barrow AFC, Olympique de Marseille, Fenerbahçe SK, SE Palmeiras, Borussia Mönchengladbach, Lillestrøm SK, Valencia CF, CA Peñarol, US Sassuolo, CF Monterrey, Bengaluru FC, Chennaiyin FC, Mumbai City FC csapatainak, a magyar élvonalban egyedüliként az Újpest FC-nek. 2023 júniusában öt éves szponzori szerződést kötött a szaúdi El-Hilál SFC-vel, mely klubot a 20. század ázsiai egyesületének szavaztak meg. A nemzetközi válogatottak közül Izland, Svájc, Ausztria, Marokkó, Egyiptom, Elefántcsontpart, Ghána, Namíbia, Szerbia, Togo, Csehország, Izrael játszik manapság (2023) Puma mezekben.
A Puma a fő szponzora az Izraeli Labdarúgó Szövetségnek és újabban fókuszba került a palesztinok bojkottja miatt, mivel a szponzoráció az illegálisan megszállt területeikre is kiterjed.
A 2006-os labdarúgó-világbajnokságon részt vevő 32 csapatból 12 Puma mezekben játszott, köztük a torna győztese, Olaszország is. Ez volt az első alkalom a sportszergyártó számára, hogy egy az általa szállított mezekben játszó csapat nyerje a tornát. A Dél-Afrikában rendezett 2010-es labdarúgó-világbajnokságon kilenc csapatot szponzorált a Puma.

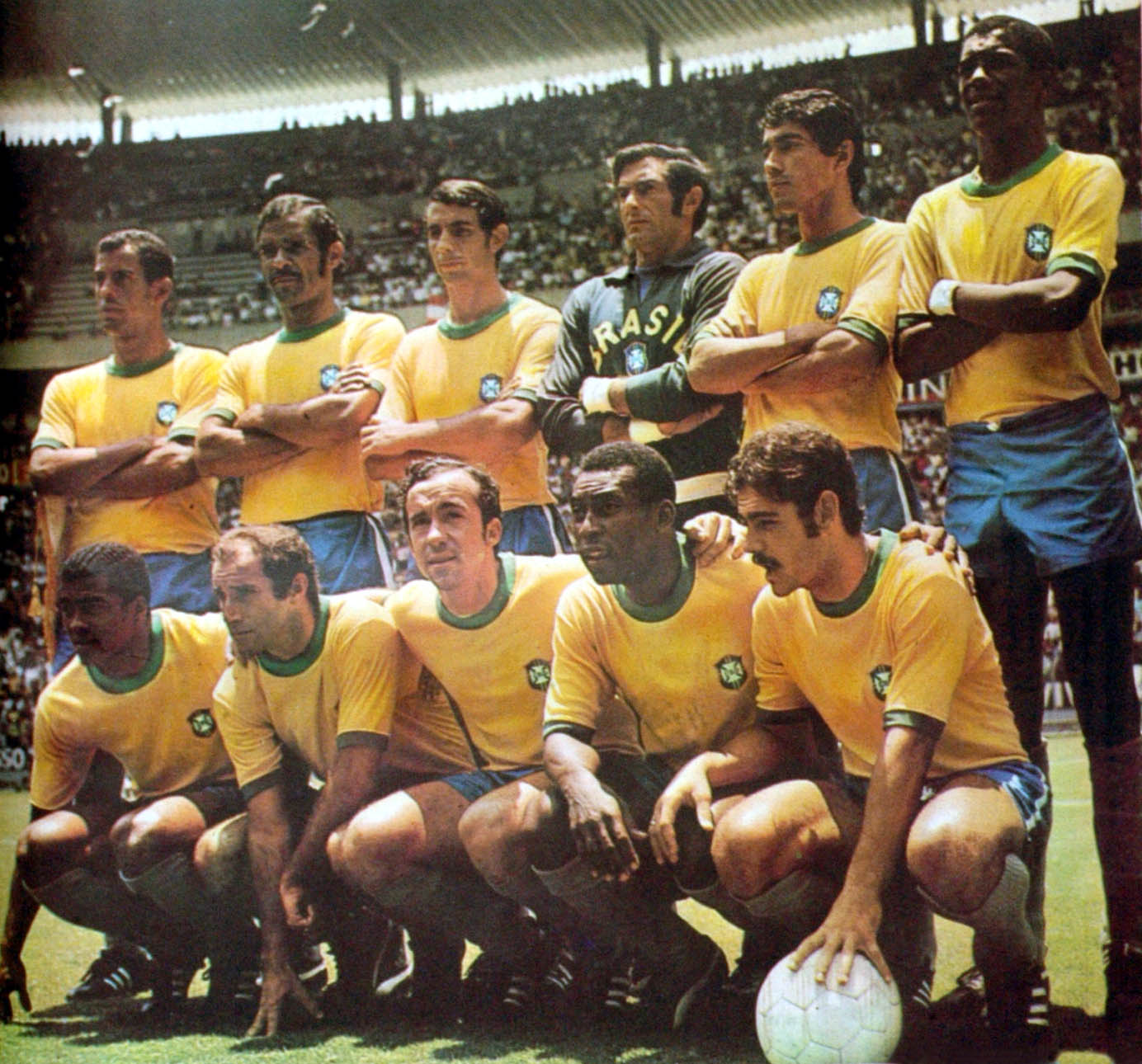
Pelé és a Puma KING
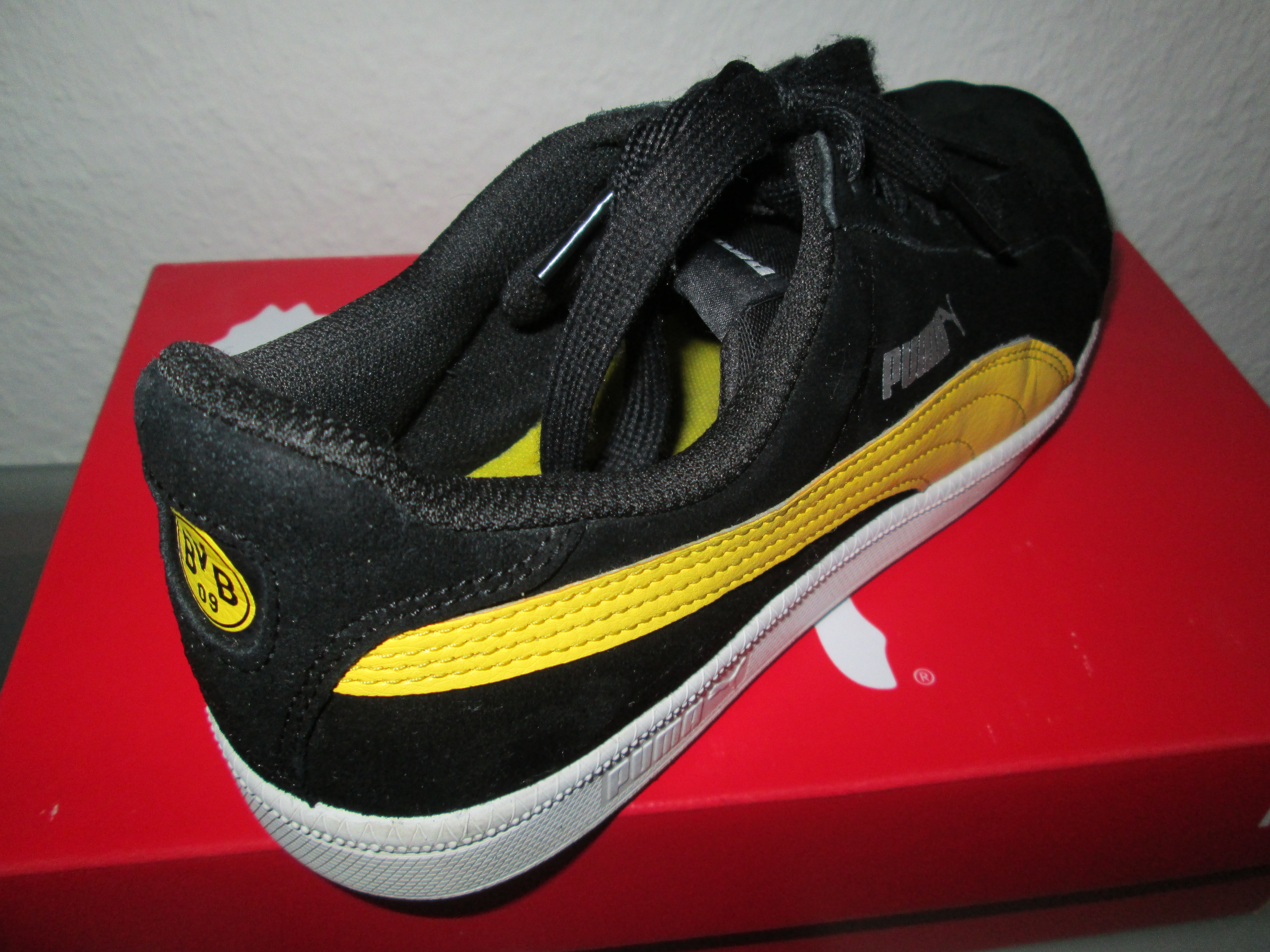
Smash BVB
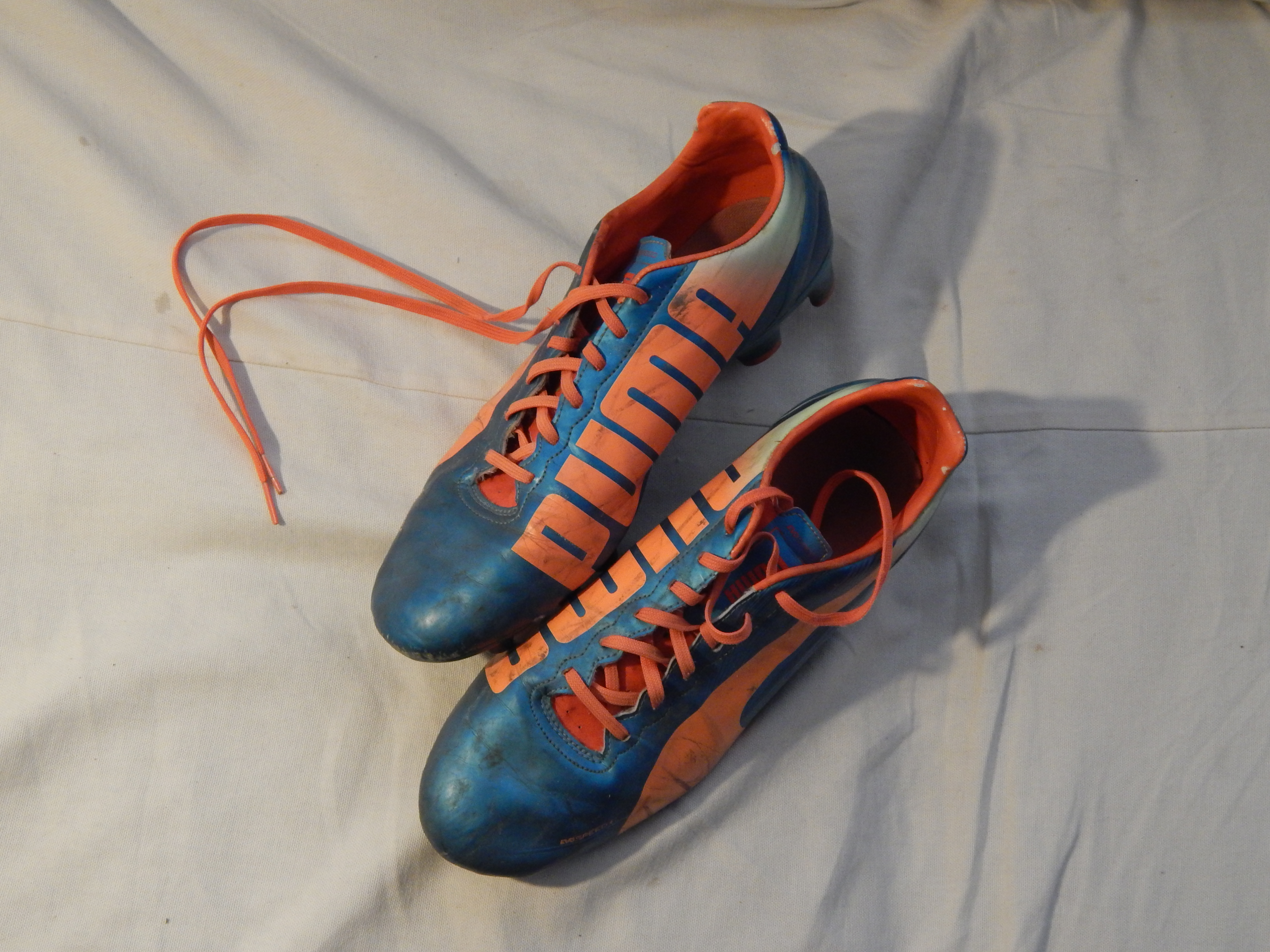
Evospeed labdarúgócipő
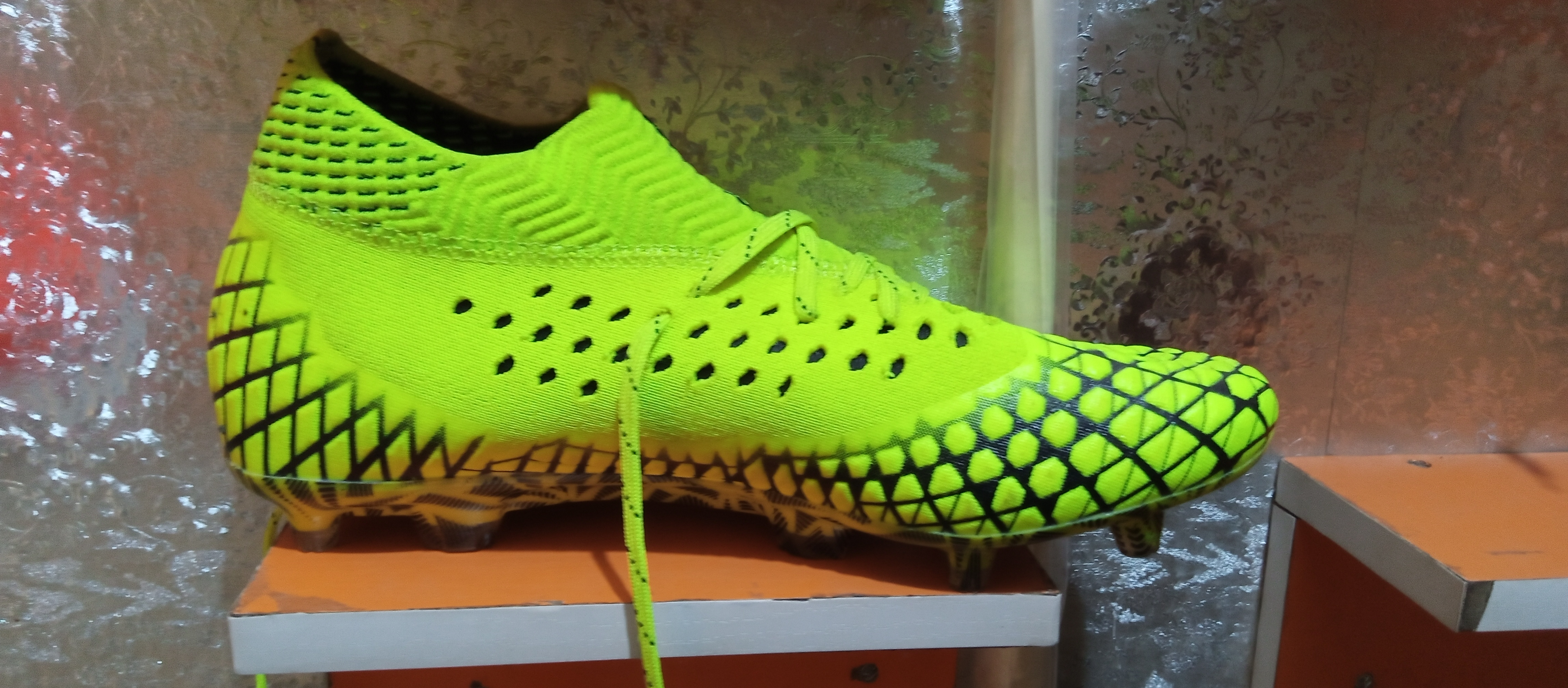
Future 4.x
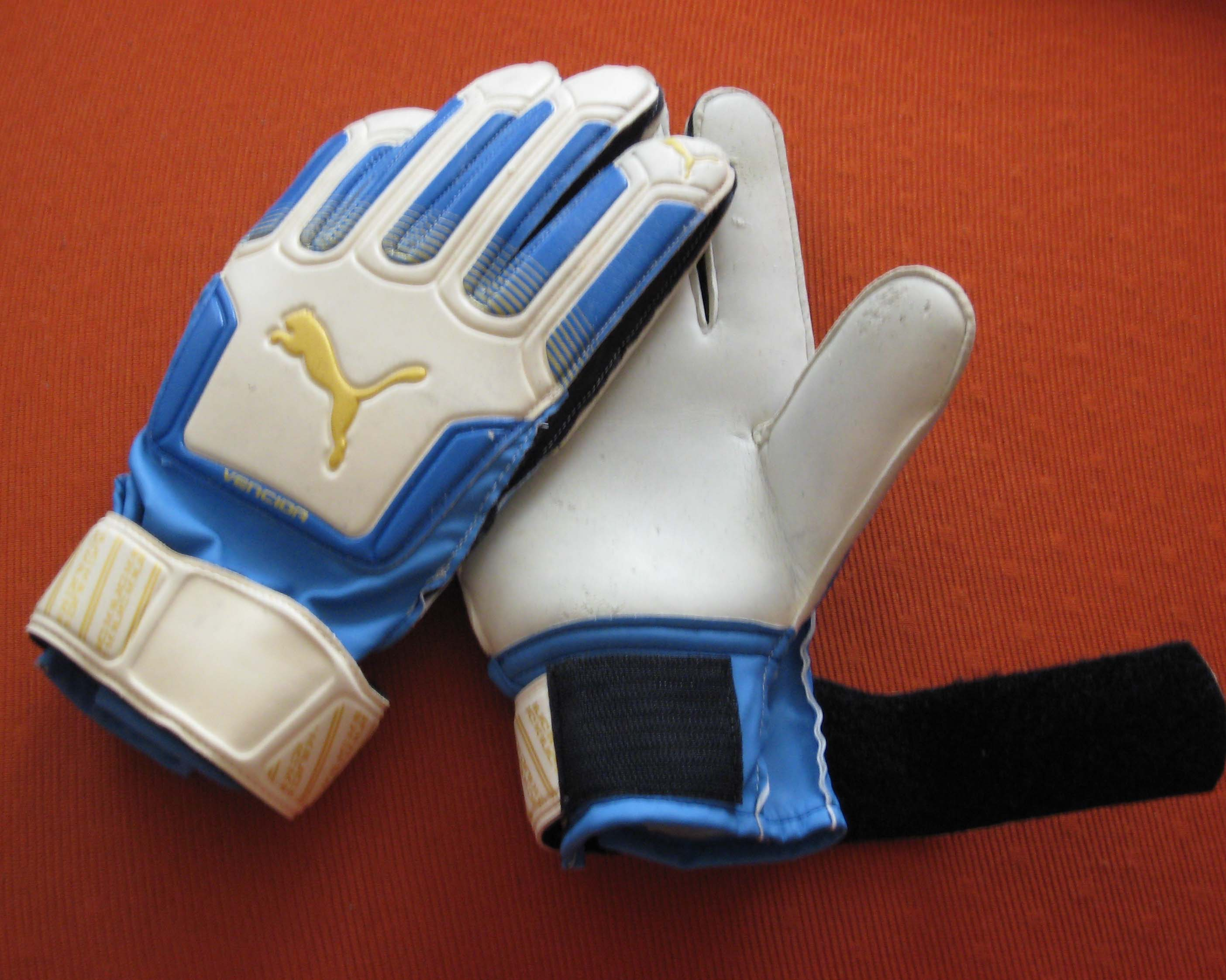
Kapuskesztyű

#### Atlétika

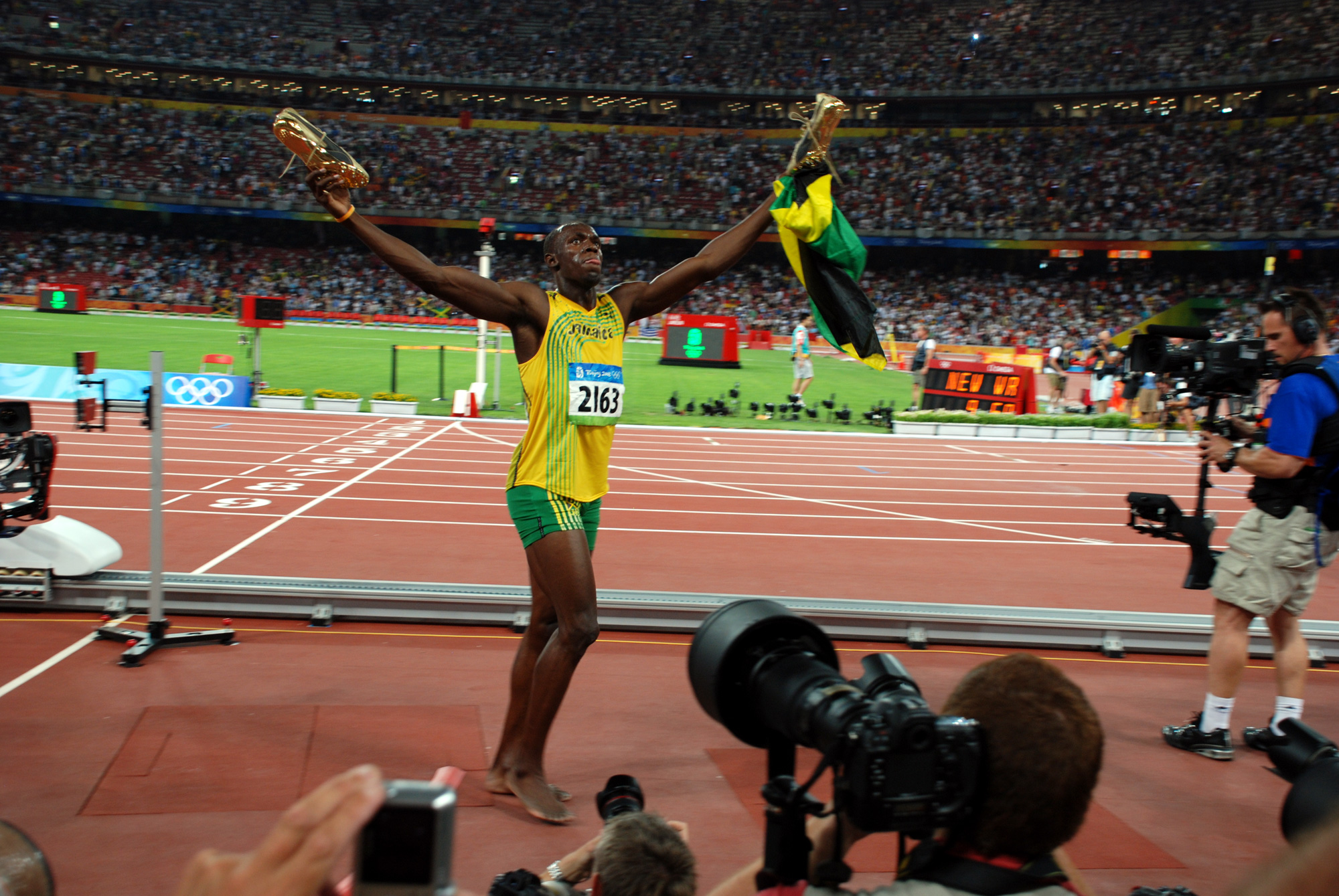
Usain Bolt a "Beijing 100 m Gold" nevet viselő Complete Theseus cipőivel a kezében a pekingi olimpián a 100 méteres távon aratott győzelme után

Atlétikában Brazília, Jamaica, Kuba, a Bahama-szigetek, Grenada, Trinidad és Tobago, Dominika, Barbados, Portugália, Svájc és Norvégia szövetségeit szponzorálja. A „világ leggyorsabb embere”, a 2017-ben visszavonult jamaicai Usain Bolt is a Pumával áll szerződésben olyan más ismert futókkal együtt, mint Andre De Grasse, Karsten Warholm és Gianmarco Tamberi. Számos alkalommal értek el futóversenyzők világcsúcsokat Puma cipőkben, például Heinz Fütterer (1954-ben), Armin Hary (1960), az elsőként 10 másodperc alatt a 100 méteres távot lefutó Jim Hines (1976), Tommie Smith (1968), Asafa Powell (2015) és Usain Bolt (2002) révén.

#### Hosszútávfutás
Az atlétikai pályákra szánt szegecses futócipőkön kívül a Puma a többi gyártóhoz hasonlóan készít aszfaltra való futócipőket is. Évekig a Puma nem hozott ki élvonalbeli utcai futócipőt, mígnem 2021-ben előállt a nitrogén hozzáadásával készült EVA-középtalpú cipőivel, melyeket a legjobb ár-érték arányú cipők között tartanak számon. Az innovatív technológia megnöveli a középtalp térfogatát és három kulcsfontosságú tulajdonságot tudnak ötvözni benne: a párnázottságot, a reszponzivitást és a könnyű súlyt. A Puma több nagynevű hosszútávfutóval szerződött le a 2020-as évek elején, így az amerikai Molly Seidellel, a norvég Sondre Moennel, a német Hendrik Pfeifferrel és 2023 áprilisától a kenyai Edna Kiplagattal.

#### Kosárlabda
2018-ban a Puma bejelentette a visszatérését a kosárlabdába csaknem 20 év kihagyás után és Jay-Z-t tette meg a divízió kreatív igazgatójának. Első kosaras cipőjüknek a Clyde Court Disrupt nevet adták, ezzel is megemlékezve Walt Frazierről és a hozzá fűződő, nagy sikerű Clyde cipőmodellről. Marvin Bagley III, Deandre Ayton, Zhaire Smith és Michael Porter Jr. voltak az első játékosok, akik az új Puma kosarascipőkben játszották a mérkőzéseiket. 2021 decemberében hozta ki a cég a High Court modelljét, ami az első nőknek szánt kosarascipőjük volt June Ambrose kreatív igazgató tervezésében.

### Motorsportok
A Puma a motor- és autóversenyzők legnagyobb ruházati felszerelőjének számít. Partneri kapcsolatban áll a BMW-vel, a Ducatival és a Ferrarival, melyeknek külön lábbeliket gyárt. A Formula–1-ben a Puma látja el öltözékkel a Mercedes AMG Petronas, a Scuderia Ferrari, a Red Bull Racing és az Alfa Romeo csapatokat. Ezen felül a BMW és a Porsche minden motorsporttal kapcsolatos tevékenységét szponzorálja. A NASCAR-ban a Puma látja el tűzálló ruhákkal, kesztyűkkel és cipőkkel a Team Penske csapatot.

### Egyéb sportok
28 év után tért vissza a netballba és lett a Melbourne Vixens csapatának szponzora 2018-ban, emellett szponzora lett Új-Zéland nemzeti csapatának, a Silver Fernsnek is. Az ismert golfozók közül Rickie Fowler, Bryson DeChambeau és Lexi Thompson a Puma csoporthoz tartozó Cobra Golf felszereléseit használják. A Puma szponzorálja Virát Kohli indiai krikettjátékost, a válogatott korábbi csapatkapitányát, valamint a Royal Challengers Bengaluru csapatát. Kézilabdában sportszerekkel látja el a német és a dán válogatottat.

### Zenei előadók szponzorálása
2014 decemberében Rihanna barbadosi énekesnőt nevezték ki a Puma női ruházati részlegének kreatív igazgatójává. Két évvel később The Weeknd-del lépett kreatív együttműködésre. 2018-ban indította el a cég Phenom Lux névvel a közös vállalkozását Selena Gomez énekesnővel, a márka egyik nagykövetével.

### A márka nagykövetei

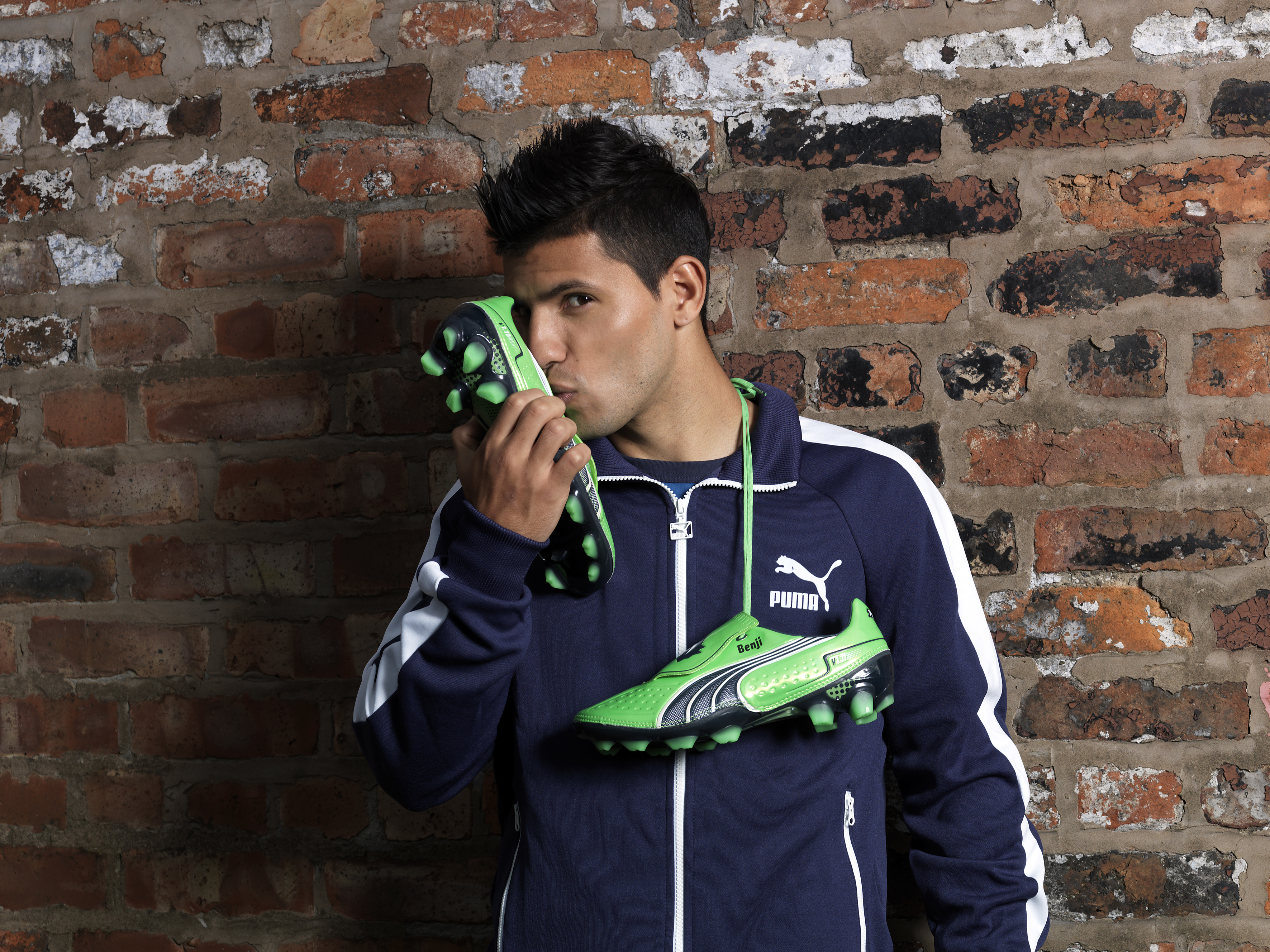
Kun Agüero legalább 2011 óta szerette a Pumát

- Labdarúgók: Antoine Griezmann, Neymar, Marco Reus, Sergio Agüero, Radamel Falcao, Mario Balotelli, Cesc Fàbregas, Marko Arnautović, Olivier Giroud, Alexandra Popp, Ramona Bachmann, Marta és Virginia Kirchberger[118]
- Autóversenyző: Lewis Hamilton
- Kosárlabdázó: LaMelo Ball, Terry Rozier, Kyle Kuzma, Michael Porter Jr., DeMarcus Cousins, Deandre Ayton, Kendrick Nunn, Marcus Smart, Danny Green, Derrick Jones Jr., RJ Barett, Rudy Gay, Marvin Bagley, Sterling Brown, Kevin Knox és Kevin Porter Jr.
- Golfozó: Rickie Fowler, Ian Poulter, Lexi Thompson, Graham DeLaet, Greg Norman és Will MacKenzie
- Futó: Usain Bolt, Gesa Krause, Molly Seidel
- Zenész-énekes: Rihanna, BTS, The Weeknd,[119] Selena Gomez,[119] Big Sean, Dua Lipa[120]
- Influenszer: Pamela Reif[121]

Ezentúl a Puma Cara Delevingne modellel és a New York City Ballettel részt vesz a „Do You”-kampányban azzal a céllal, hogy a nők önbizalmát erősítsék és motiválják őket.

### Olimpiai játékokon való részvétele

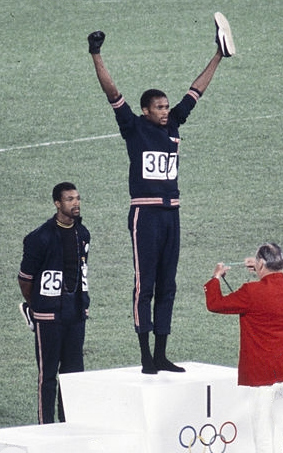
Tommie Smith és John Carlos amerikai atléták Puma Suede-dal a kezükben (1968)

A Helsinkiben megrendezett 1952. évi nyári olimpiai játékokon az 1500 méteres futást a luxemburgi Josy Barthel nyerte meg, ami a Puma első olimpiai aranya volt.
Az 1960. évi nyári olimpiai játékokon a Puma fizetett Armin Hary német sprinternek, hogy az ő cipőit viselje a 100 méteres futás döntőjében. Hary korábban Adidas cipőkben futott és pénzt kért Adolf Dasslertől ezért, de ő visszautasította a kérést. Hary a döntőben Puma cipőkben futott, de a dobogóra Adidasban állt fel, amivel mindkét Dassler-fivért felháborította. Hary azt remélhette, hogy így mind a kettő pénzt fog neki fizetni, de Adolfot olyannyira feldühítette a húzása, hogy megszakította vele a kapcsolatot.
Az 1968. évi nyári olimpiai játékokon a Puma által szponzorált Tommie Smith és John Carlos afroamerikai atléták a 200 méteres futásban arany- illetve bronzérmet szerezve állhattak a dobogóra. A pódiumra egyik kezükben fekete színű Puma Suede cipőikkel álltak fel zokniban, majd a fejet hajtva magasba emelték az ökölbe szorított, a Fekete Párducok mozgalmának jelképéül szolgáló fekete kesztyűs kezüket az USA himnusza alatt. Ezzel a tiltakozó gesztussal kívánták felhívni a figyelmet az emberi jogokra és akartak kiállni a fekete afrikaiak mellett. A két atléta ezen akciója jelentősen visszavetette a Puma eladásait az USA piacán, mivel a társadalom egésze nem fogadta jó néven az agresszívnek tartott polgárjogi mozgalom melletti szimpátiakimutatást a díjkiosztáskor.
Az 1972. évi nyári olimpiai játékokon a 400 méteres gátfutás győztese, John Akii-Bua Puma  cipőkben versenyzett. Miután Akii-Buát a katonai kormányzat az országa elhagyására kényszerített, a Puma adott neki állást Németországban. Később Akii-Bua visszatért Ugandába.

## Pénzügyi adatok

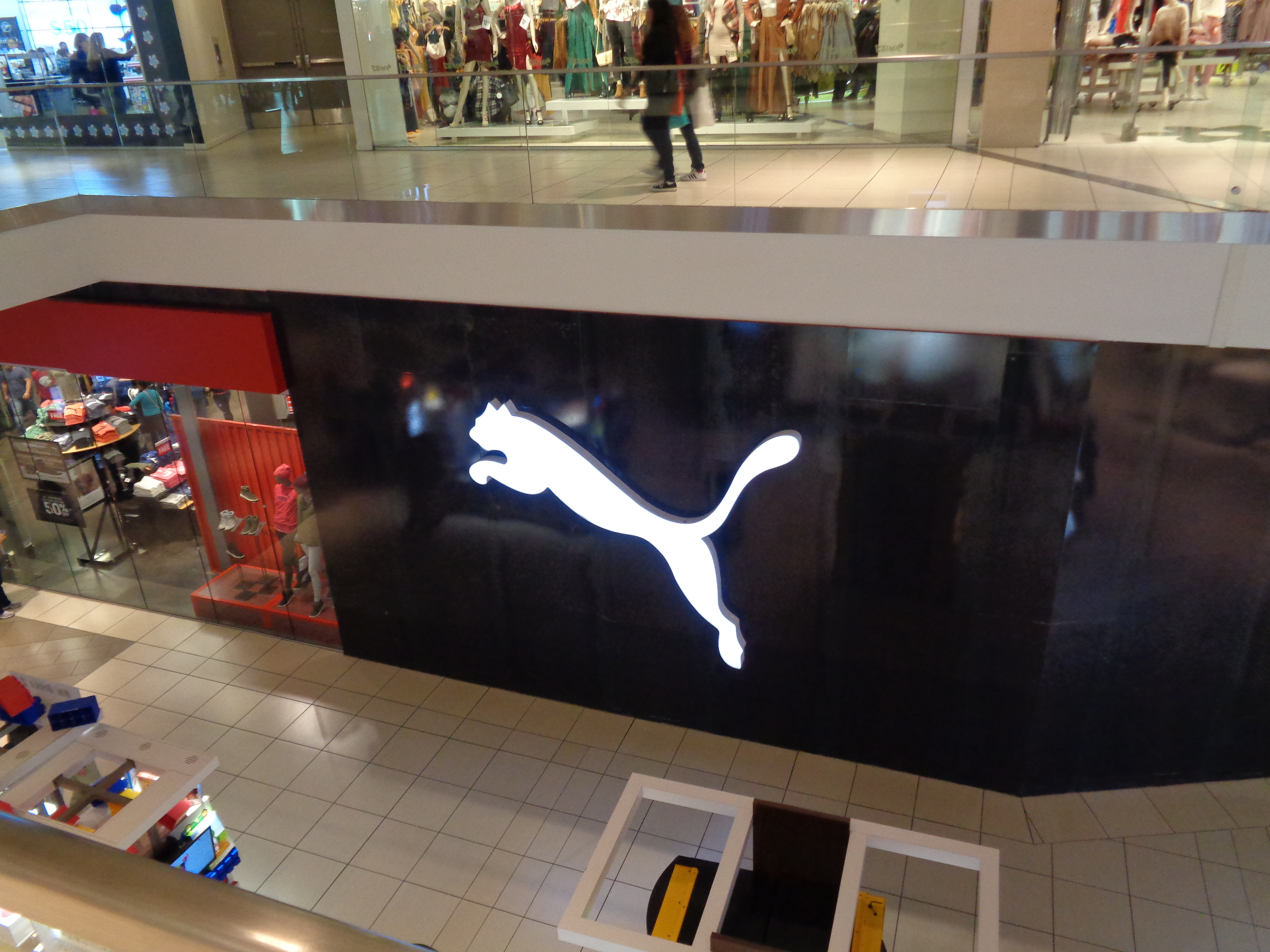
Puma Outlet
Elizabeth (New Jersey)

A Puma 1986 óta részvénytársasági formában működik és a frankfurti értéktőzsdén van bejegyezve. A Puma az Adidas és a Nike mellett a világ három legnagyobb cipőmárkájához tartozik, és több mintegy 20 000 alkalmazottat foglalkoztat. A cég világszerte rendelkezik kirendeltségekkel, közülük négy számít regionális központnak:
- Herzogenaurach Bajorországban, az európai és globális központ[127]
- Assembly Row, Somerville, Massachusetts[128]
- Hongkong (Kína)
- Ho Si Minh-város (Vietnám)[127]

| Év             | 2013   | 2014   | 2015   | 2016   | 2017   | 2018   | 2019   | 2020   | 2021   | 2022         |
| -------------- | ------ | ------ | ------ | ------ | ------ | ------ | ------ | ------ | ------ | ------------ |
| Árbevétel      | 2,985  | 2,972  | 3,387  | 3,627  | 4,136  | 4,648  | 5,502  | 5,234  | 6,805  | 8,462        |
| Nettó bevétel  | 5      | 64     | 37     | 62     | 136    | 187    | 262    | 79     | 310    | 641          |
| Eszközállomány | 2,309  | 2,550  | 2,620  | 2,765  | 2,854  | 3,207  | 4,378  | 4,684  | 5,728  |              |
| Alkalmazott    | 10,750 | 10,830 | 11,351 | 11,495 | 11,787 | 12,894 | 14,332 | 14,374 | 16,125 | 20,000 (kb.) |

2021. szeptember 20-ától egy indexreform keretében a vállalatot felvették a DAX-ba. 2022. december 19-én visszatért (visszaesett) az MDAX-ba.

## A vállalatot ért kritikák

### Alulfizetés El Salvadorban
2007-ben a Pumát a Clean Clothes Campaign részéről érték kritikák. A vállalat által az El Salvadorban lévő gyáregységekben fizetett bérek a vád szerint még az alapvető élelmiszerek beszerzéséhez sem voltak elegendőek, ezért a munkavállalókat arra kényszerítették, hogy mondjanak le a pihenőidőkről és túlórákat teljesítsenek, amivel ki tudták egészíteni a keresetüket és a bónuszaikat. A beszállítói üzemekben a női alkalmazottakat olykor szidalmazták és testileg fenyítették.

### A kameruni labdarúgóválogatott 2006-os felszerelése
Egy új marketingstratégia keretében a kameruni férfi labdarúgóválogatott számára egy új mezt készített a Puma 2004-ben. Az ezévi Afrika Kupára ebben az egyrészes szerelésben, a Kamerun UniQT-ben tervezték szerepeltetni a csapatot, melynél a szűk mez egybe volt varrva a nadrággal. A FIFA azonban ezt a kialakítást a saját szabályait sértőnek találta, amik kimondják, hogy a ruházatnak külön egy pólóból és egy nadrágból kell állnia. A kameruni szövetséget a szabályszegés miatt 200 000 svájci frank (mintegy 125 000 euró) büntetéssel sújtotta, továbbá a 2006-os labdarúgó-világbajnokság selejtezőjében hat pontot levontak a csapattól. A Puma panaszt tett a FIFA-nál, mire a pontlevonást semmissé tették és a két fél békésen megegyezett. A Puma fenntartotta magának továbbra is a jogot, hogy az egyrészes dresszét ismét a piacra dobhassa.

### A „trikó-gate“
A 2016-os labdarúgó-Európa-bajnokságon a június 19-ei Svájc-Franciaország mérkőzésen a Puma által szponzorált svájci válogatott hét meze szakadt el. A cég ezt azzal magyarázta, hogy az érintett mezeknél a fonal megsérült a gyártási folyamat közben.

### Izraeli telepek egyesületeinek támogatása
Az Izraeli Labdarúgó Szövetség főszponzoraként a Puma a megszállt palesztin területeken illegálisan létrehozott telepek egyesületeit is szponzorálja. Tiltakozásul több száz palesztin egyesület szólította fel a Pumát a szponzoráció megszüntetésére.

### Munkahelyi viszonyok
2000-től kezdve a cég évente auditot tart a beszállítóival és az eredményeket a fenntarthatósági jelentésében közzé teszi. 2005 óta nyilvánosságra hozza a beszállítói listáját.
2004 augusztusában a National Labor Committee és a China Labor Watch amerikai szervezetek azt állították, hogy a Puma egyes kínai üzemében munkásnyúzó körülmények uralkodnak, ahol az alkalmazottakat napi akár 16 és fél órán át is dolgoztatják 0,31$ órabéren. A Puma azt ígérte, kivizsgálja ezeket az állításokat.
2012 februárjában a Puma egyik kambodzsai beszállítójának dolgozó nőt meglőtték a gyárban uralkodó viszonyok elleni tiltakozás alkalmával. A Puma elismerte a rossz munkakörülményeket és azt ígérte, javítani fog rajtuk.
A Labor Behind the Label és a Community Legal Educations Centre szervezetek közös jelentése szerint 2012 novemberében 30 munkás ájult el kínai gyárakban, miközben a Puma számára készítettek termékeket. Az eszméletvesztéseket a nagy hőség és az alkalmazottakra erőltetett túlóra okozta. 2014-ben csaknem 120 munkás ájult el két kambodzsai ruhagyárban, ahol sportszereket készítettek a Puma és az Adidas számára a 38 °C-ot meghaladó hőmérséklet miatt. 2017 márciusában 150 alkalommal veszítette eszméletét dolgozó Kambodzsában Puma termékek előállítása közben a munkahelyen tapasztalható sűrű füst miatt.
A Puma megszerezte az Ethical Clothing Australia akkreditációt az Ausztráliában készített termékeire. Ez a munkahelybarát tanúsítvány azonban csak a Puma teljes termelésének egy apró hányadára vonatkozik.[forrás?]

### Hszincsiangból származó gyapot felhasználása
2020-ban az Australian Strategic Policy Institute legkevesebb 82 nagy márkát, köztük a Pumát vádolta azzal, hogy hasznot húznak az ujgurokkal a Hszincsiang-Ujgur Autonóm Területen végeztetett kényszermunkából. Ebben a tartományban a kínai kormányzat átnevelőtáborokat tart fenn, ahol nemzeti kisebbségek tagjait a gyapot szedésére és feldolgozására kényszerítik. 2022-ben a Nordhauseni Alkalmazott Tudományok Egyeteme által Puma márkájú pólókon végzett vizsgálata kimutatta, hogy az azokban található gyapot egy része Hszincsiangból származik.

## Környezetvédelmi gyakorlatok
2011 májusában az angol The Guardian újság azt állította, hogy a Puma a „világ első nagy vállalata, amelyik értékeli a környezeti hatását” és amely „elkötelezte magát amellett, hogy négy éven belül a nemzetközi kollekciói felét a belső fenntarthatósági előírásai szerint fogja készíteni, fenntarthatóbb anyagokat, mint például újrahasznosított poliésztert fog használni, és a beszállítói is fenntarthatóbb anyagokat és termékeket fognak előállítani.” A Puma ismert arról is, hogy anyagilag támogatja a környezetvédelmi intézkedéseket az ellátási láncolatában. A bevezetett ellátási lánc finanszírozási séma (supply chain finance) összeköti a legfőbb beszállítók fenntarthatósági teljesítményét a költségekkel, melyek mellett hozzájuthatnak a finanszírozáshoz. Ezzel a rendszerrel a vállalat elnyerte a Supply Chain Finance "Innovation Award" díját 2016-ban.
2023-ban a cég bejelentette, hogy nem fog többet kengurubőrt használni a termékei elkészítéséhez, így az áttervezett KING labdarúgócipőkhöz sem, melyeknél a felső részt legalább 20%-ban újrahasznosított anyagokból állítják majd elő.

## Fordítás
- Ez a szócikk részben vagy egészben  a   Puma (Sportartikelhersteller) című német Wikipédia-szócikk ezen változatának fordításán alapul.  Az eredeti cikk szerkesztőit annak laptörténete sorolja fel. Ez a jelzés csupán a megfogalmazás eredetét és a szerzői jogokat jelzi, nem szolgál a cikkben szereplő információk forrásmegjelöléseként.
- Ez a szócikk részben vagy egészben  a   Puma (brand) című angol Wikipédia-szócikk ezen változatának fordításán alapul.  Az eredeti cikk szerkesztőit annak laptörténete sorolja fel. Ez a jelzés csupán a megfogalmazás eredetét és a szerzői jogokat jelzi, nem szolgál a cikkben szereplő információk forrásmegjelöléseként.

## Forrás
- Rolf-Herbert Peters: Die Puma-Story. Hanser, München 2007, ISBN 978-3-446-41144-9.
- Smit, Barbara. Die Dasslers – drei Streifen gegen Puma. Bergisch Gladbach: Bastei Lübbe (2007). ISBN 3-404-61608-1
- Smit, Barbara. Sneaker Wars. New York: Harper Perennial (2009). ISBN 978-0-06-124658-6
- Ralf Metzenmacher: Mit Retro-Design und neuen Kunden auf Erfolgskurs. In: Hansjörg Künzel (Hrsg.): Handbuch Kundenzufriedenheit: Strategie und Umsetzung in der Praxis. Springer, Berlin, Heidelberg, New York 2005, 227–254. o., ISBN 3-540-21144-6.
- Puma Brand History
- Puma Brand History - Sneakerhead.com

## Linkek
- Puma-Website
- Puma-Konzernwebseite
- „Puma Ocean Racing“ Segelteam